# Liste des églises de l'Ain
La liste des églises de l'Ain vise à situer les églises du département français de l'Ain. Il est fait état des diverses protections dont elles peuvent bénéficier, et notamment les inscriptions et classements au titre des monuments historiques.
En ce qui concerne le culte catholique, toutes les églises sont situées dans le diocèse de Belley-Ars.

## Statistiques

### Nombres
Le département de l'Ain comprend 393 communes au 1er janvier 2021.
Depuis 2018, le diocèse de Belley-Ars compte 334 paroisses.

## Classement
Le classement ci-après se fait par commune selon l'ordre alphabétique.
Il est fait état des diverses protections dont elles peuvent bénéficier, et notamment les inscriptions et classements au titre des monuments historiques.

## Liste

### Église catholique
| Église                                                                  | Commune                      | Adresse | Coordonnées                      | Notice         | Protection | Date        | Illustration                                                            |
| ----------------------------------------------------------------------- | ---------------------------- | ------- | -------------------------------- | -------------- | --- | ----------- | ----------------------------------------------------------------------- |
| Abbatiale Notre-Dame d'Ambronay                                         | Ambronay                     |         | 46° 00′ 25″ nord, 5° 21′ 41″ est | « PA00116291 » | Classé MH | 1889        | Abbatiale Notre-Dame d'Ambronay                                         |
| Église Saint-Maurice d'Ambutrix                                         | Ambutrix                     |         | 45° 56′ 23″ nord, 5° 20′ 18″ est |                | |             | Église Saint-Maurice d'Ambutrix                                         |
| Église Saint-Roch des Allymes                                           | Ambérieu-en-Bugey            |         | 45° 58′ 19″ nord, 5° 24′ 04″ est |                | |             | Église Saint-Roch des Allymes                                           |
| Église Saint-Jean-Marie-Vianney d'Ambérieu-Gare                         | Ambérieu-en-Bugey            |         | 45° 57′ 29″ nord, 5° 21′ 34″ est |                | |             | Église Saint-Jean-Marie-Vianney d'Ambérieu-Gare                         |
| Église Saint-Symphorien d'Ambérieu-en-Bugey                             | Ambérieu-en-Bugey            |         | 45° 57′ 29″ nord, 5° 21′ 34″ est |                | |             | Église Saint-Symphorien d'Ambérieu-en-Bugey                             |
| Église Saint-Maurice d'Ambérieux-en-Dombes                              | Ambérieux-en-Dombes          |         | 45° 59′ 51″ nord, 4° 54′ 12″ est |                | |             | Église Saint-Maurice d'Ambérieux-en-Dombes                              |
| Église Saint-Théodule d'Andert-et-Condon                                | Andert-et-Condon             |         | 45° 47′ 38″ nord, 5° 39′ 15″ est |                | |             | Église Saint-Théodule d'Andert-et-Condon                                |
| Église Saint-Martin d'Anglefort                                         | Anglefort                    |         | 45° 54′ 46″ nord, 5° 48′ 49″ est |                | |             | Église Saint-Martin d'Anglefort                                         |
| Église Saint-André d'Apremont                                           | Apremont                     |         | 46° 12′ 28″ nord, 5° 39′ 27″ est |                | |             | Église Saint-André d'Apremont                                           |
| Église Notre-Dame-des-Sept-Douleurs des Pézières                        | Aranc                        |         | 45° 59′ 36″ nord, 5° 29′ 12″ est |                | |             | Église Notre-Dame-des-Sept-Douleurs des Pézières                        |
| Église Saint-Paul d'Aranc                                               | Aranc                        |         | 46° 00′ 13″ nord, 5° 30′ 36″ est |                | |             | Église Saint-Paul d'Aranc                                               |
| Église Saint-Pierre d'Arandas                                           | Arandas                      |         | 45° 53′ 47″ nord, 5° 29′ 15″ est |                | |             | Église Saint-Pierre d'Arandas                                           |
| Église Saint-Laurent d'Arbent                                           | Arbent                       |         | 46° 17′ 44″ nord, 5° 40′ 58″ est | « PA00116293 » | Inscrit MH | 1988        | Église Saint-Laurent d'Arbent                                           |
| Église Saint-Étienne d'Arbignieu                                        | Arbignieu                    |         | 45° 43′ 42″ nord, 5° 38′ 58″ est |                | |             | Église Saint-Étienne d'Arbignieu                                        |
| Église Saint-Pierre de Peyzieu                                          | Arbignieu                    |         | 45° 42′ 31″ nord, 5° 39′ 22″ est |                | |             | Église Saint-Pierre de Peyzieu                                          |
| Église Saint-Pierre d'Arbigny                                           | Arbigny                      |         | 46° 28′ 10″ nord, 4° 58′ 14″ est |                | |             | Église Saint-Pierre d'Arbigny                                           |
| Église Saint-Maurice d'Argis                                            | Argis                        |         | 45° 56′ 04″ nord, 5° 29′ 29″ est |                | |             | Église Saint-Maurice d'Argis                                            |
| Église Sainte-Catherine d'Armix                                         | Armix                        |         | 45° 50′ 57″ nord, 5° 35′ 06″ est |                | |             | Église Sainte-Catherine d'Armix                                         |
| Basilique d'Ars                                                         | Ars-sur-Formans              |         | 45° 59′ 33″ nord, 4° 49′ 23″ est | « PA00116294 » | Classé MH | 1982        | Basilique d'Ars                                                         |
| Église Notre-Dame-de-la-Miséricorde d'Ars-sur-Formans                   | Ars-sur-Formans              |         | 45° 59′ 32″ nord, 4° 49′ 24″ est | ACR0000001     | |             | Église Notre-Dame-de-la-Miséricorde d'Ars-sur-Formans                   |
| Église Saint-Sixte d'Ars-sur-Formans                                    | Ars-sur-Formans              |         | 45° 59′ 33″ nord, 4° 49′ 22″ est |                | |             | Église Saint-Sixte d'Ars-sur-Formans                                    |
| Église Saint-Martin d'Artemare                                          | Artemare                     |         | 45° 52′ 19″ nord, 5° 41′ 28″ est |                | |             | Église Saint-Martin d'Artemare                                          |
| Église Saint-Martin d'Asnières-sur-Saône                                | Asnières-sur-Saône           |         | 46° 23′ 00″ nord, 4° 53′ 00″ est |                | |             | Église Saint-Martin d'Asnières-sur-Saône                                |
| Église Saint-Loup d'Attignat                                            | Attignat                     |         | 46° 17′ 23″ nord, 5° 09′ 50″ est |                | |             | Église Saint-Loup d'Attignat                                            |
| Église Saint-Jean-Baptiste de Balan                                     | Balan                        |         | 45° 50′ 00″ nord, 5° 05′ 53″ est |                | |             | Église Saint-Jean-Baptiste de Balan                                     |
| Église Saint-Martin de Baneins                                          | Baneins                      |         | 46° 06′ 40″ nord, 4° 54′ 13″ est |                | |             | Église Saint-Martin de Baneins                                          |
| Église Saint-Antoine de Beaupont                                        | Beaupont                     |         | 46° 24′ 41″ nord, 5° 15′ 53″ est |                | |             | Église Saint-Antoine de Beaupont                                        |
| Église Saint-François-d'Assise de Beauregard                            | Beauregard                   |         | 46° 00′ 03″ nord, 4° 45′ 08″ est | « PA01000001 » | Inscrit MH Décor intérieur                                                                                             | 1996        | Église Saint-François-d'Assise de Beauregard                            |
| Église Notre-Dame de Bellegarde-sur-Valserine                           | Bellegarde-sur-Valserine     |         | 46° 06′ 28″ nord, 5° 49′ 39″ est |                | |             | Église Notre-Dame de Bellegarde-sur-Valserine                           |
| Église Saint-Vincent de Bellegarde-sur-Valserine                        | Bellegarde-sur-Valserine     |         | 46° 06′ 49″ nord, 5° 49′ 18″ est |                | |             | Image manquante Téléverser                                              |
| Église Saint-Claude de Vanchy                                           | Bellegarde-sur-Valserine     |         | 46° 05′ 52″ nord, 5° 51′ 04″ est |                | |             | Église Saint-Claude de Vanchy                                           |
| Église Saint-Nicolas d'Arlod                                            | Bellegarde-sur-Valserine     |         | 46° 05′ 36″ nord, 5° 49′ 16″ est |                | |             | Église Saint-Nicolas d'Arlod                                            |
| Cathédrale Saint-Jean de Belley                                         | Belley                       |         | 45° 45′ 27″ nord, 5° 41′ 21″ est | « PA00116300 » | Classé MH | 1906        | Cathédrale Saint-Jean de Belley                                         |
| Église Saint-Sébastien de Belleydoux                                    | Belleydoux                   |         | 46° 15′ 10″ nord, 5° 46′ 42″ est |                | |             | Église Saint-Sébastien de Belleydoux                                    |
| Église Saint-Christophe de Bellignat                                    | Bellignat                    |         | 46° 14′ 28″ nord, 5° 37′ 42″ est |                | |             | Église Saint-Christophe de Bellignat                                    |
| Église Saint-Oyen de Belmont                                            | Belmont-Luthézieu            |         | 45° 52′ 50″ nord, 5° 39′ 40″ est |                | |             | Église Saint-Oyen de Belmont                                            |
| Église Notre-Dame-des-Neiges de Bettant                                 | Bettant                      |         | 45° 56′ 35″ nord, 5° 21′ 48″ est |                | |             | Église Notre-Dame-des-Neiges de Bettant                                 |
| Église Saint-Martin de Bey                                              | Bey                          |         | 46° 12′ 41″ nord, 4° 50′ 55″ est | « PA00116313 » | Inscrit MH | 1945        | Église Saint-Martin de Bey                                              |
| Église Saint-Julien de Beynost                                          | Beynost                      |         | 45° 50′ 24″ nord, 5° 00′ 03″ est |                | |             | Église Saint-Julien de Beynost                                          |
| Ancienne église Saint-Julien de Beynost                                 | Beynost                      |         | 45° 50′ 26″ nord, 5° 00′ 09″ est |                | |             | Ancienne église Saint-Julien de Beynost                                 |
| Église Saint-Pierre de Billiat                                          | Billiat                      |         | 46° 04′ 39″ nord, 5° 47′ 03″ est |                | |             | Église Saint-Pierre de Billiat                                          |
| Église Saint-Pierre de Birieux                                          | Birieux                      |         | 45° 57′ 11″ nord, 5° 02′ 18″ est |                | |             | Église Saint-Pierre de Birieux                                          |
| Église Saint-Clair de Biziat                                            | Biziat                       |         | 46° 13′ 02″ nord, 4° 56′ 39″ est | « PA00116314 » | Inscrit MH Chœur et chapelle sud                                                                                       | 1947        | Église Saint-Clair de Biziat                                            |
| Église Saint-Roch de Blyes                                              | Blyes                        |         | 45° 50′ 57″ nord, 5° 14′ 54″ est |                | |             | Église Saint-Roch de Blyes                                              |
| Église Saint-Didier de Rignat                                           | Bohas-Meyriat-Rignat         |         | 46° 08′ 37″ nord, 5° 21′ 23″ est |                | |             | Église Saint-Didier de Rignat                                           |
| Église Saint-Étienne de Vessignat                                       | Bohas-Meyriat-Rignat         |         | 46° 08′ 12″ nord, 5° 23′ 25″ est |                | |             | Église Saint-Étienne de Vessignat                                       |
| Église Saint-Martin de Bohas                                            | Bohas-Meyriat-Rignat         |         | 46° 09′ 35″ nord, 5° 23′ 20″ est |                | |             | Église Saint-Martin de Bohas                                            |
| Église Saints-Gervais-et-Protais de Boissey                             | Boissey                      |         | 46° 22′ 54″ nord, 4° 59′ 48″ est |                | |             | Église Saints-Gervais-et-Protais de Boissey                             |
| Église Saint-Étienne de Bolozon                                         | Bolozon                      |         | 46° 11′ 33″ nord, 5° 28′ 25″ est |                | |             | Église Saint-Étienne de Bolozon                                         |
| Église Saint-Marcel de Bouligneux                                       | Bouligneux                   |         | 46° 01′ 22″ nord, 4° 59′ 26″ est | « PA00116317 » | Inscrit MH | 2008        | Église Saint-Marcel de Bouligneux                                       |
| Église Saint-Christophe de Bourg-Saint-Christophe                       | Bourg-Saint-Christophe       |         | 45° 53′ 35″ nord, 5° 09′ 51″ est |                | |             | Église Saint-Christophe de Bourg-Saint-Christophe                       |
| Église Saint-Nicolas-de-Tolentin de Brou                                | Bourg-en-Bresse              |         | 46° 11′ 53″ nord, 5° 14′ 11″ est |                | |             | Église Saint-Nicolas-de-Tolentin de Brou                                |
| Co-cathédrale Notre-Dame de l'Annonciation de Bourg-en-Bresse           | Bourg-en-Bresse              |         | 46° 12′ 21″ nord, 5° 13′ 38″ est | « PA00116321 » | Classé MH | 1914        | Co-cathédrale Notre-Dame de l'Annonciation de Bourg-en-Bresse           |
| Basilique du Sacré-Cœur de Bourg-en-Bresse                              | Bourg-en-Bresse              |         | 46° 11′ 55″ nord, 5° 13′ 17″ est |                | |             | Basilique du Sacré-Cœur de Bourg-en-Bresse                              |
| Église Saint-Pierre-Chanel de Bourg-en-Bresse                           | Bourg-en-Bresse              |         | 46° 12′ 50″ nord, 5° 14′ 01″ est | ACR0000003     | |             | Église Saint-Pierre-Chanel de Bourg-en-Bresse                           |
| Église Saint-Jérôme de Boyeux-Saint-Jérôme                              | Boyeux-Saint-Jérôme          |         | 46° 01′ 08″ nord, 5° 27′ 33″ est | « PA00116348 » | Inscrit MH | 1926        | Église Saint-Jérôme de Boyeux-Saint-Jérôme                              |
| Église Saint-Bonnet de Poncieux                                         | Boyeux-Saint-Jérôme          |         | 46° 02′ 22″ nord, 5° 26′ 43″ est |                | |             | Église Saint-Bonnet de Poncieux                                         |
| Église Saint-Sébastien de Boz                                           | Boz                          |         | 46° 24′ 24″ nord, 4° 54′ 43″ est |                | |             | Église Saint-Sébastien de Boz                                           |
| Église Saint-Michel de Brens                                            | Brens                        |         | 45° 43′ 14″ nord, 5° 41′ 43″ est |                | |             | Église Saint-Michel de Brens                                            |
| Église Saint-Marcellin de Bressolles                                    | Bressolles                   |         | 45° 51′ 54″ nord, 5° 05′ 37″ est |                | |             | Église Saint-Marcellin de Bressolles                                    |
| Église Saint-Denis de Brion                                             | Brion                        |         | 46° 10′ 11″ nord, 5° 33′ 12″ est |                | |             | Église Saint-Denis de Brion                                             |
| Église Saint-Jean-Baptiste de Briord                                    | Briord                       |         | 45° 46′ 56″ nord, 5° 27′ 34″ est |                | |             | Église Saint-Jean-Baptiste de Briord                                    |
| Église Saint-Jean-Baptiste de Brégnier-Cordon                           | Brégnier-Cordon              |         | 45° 38′ 55″ nord, 5° 37′ 13″ est |                | |             | Église Saint-Jean-Baptiste de Brégnier-Cordon                           |
| Église Saint-Martin de Brénaz                                           | Brénaz                       |         | 45° 56′ 52″ nord, 5° 43′ 22″ est |                | |             | Église Saint-Martin de Brénaz                                           |
| Église Notre-Dame-de-l'Assomption de Brénod                             | Brénod                       |         | 46° 03′ 38″ nord, 5° 36′ 25″ est |                | |             | Église Notre-Dame-de-l'Assomption de Brénod                             |
| Église Saint-Martin de Buellas                                          | Buellas                      |         | 46° 12′ 35″ nord, 5° 07′ 55″ est | « PA00116353 » | Inscrit MH | 1926        | Église Saint-Martin de Buellas                                          |
| Église Saint-Michel de Bâgé-la-Ville                                    | Bâgé-Dommartin               |         | 46° 18′ 58″ nord, 4° 56′ 46″ est |                | |             | Église Saint-Michel de Bâgé-la-Ville                                    |
| Église Saint-Blaise de Dommartin                                        | Bâgé-Dommartin               |         | 46° 20′ 15″ nord, 4° 59′ 11″ est |                | |             | Église Saint-Blaise de Dommartin                                        |
| Église Notre-Dame-de-l'Assomption de Bâgé-le-Châtel                     | Bâgé-le-Châtel               |         | 46° 18′ 28″ nord, 4° 55′ 42″ est |                | |             | Église Notre-Dame-de-l'Assomption de Bâgé-le-Châtel                     |
| Église Saint-Jean-Baptiste de Béard-Géovreissiat                        | Béard-Géovreissiat           |         | 46° 11′ 20″ nord, 5° 33′ 30″ est |                | |             | Église Saint-Jean-Baptiste de Béard-Géovreissiat                        |
| Église Saint-Pierre de Béligneux                                        | Béligneux                    |         | 45° 52′ 01″ nord, 5° 07′ 43″ est |                | |             | Église Saint-Pierre de Béligneux                                        |
| Église Saint-Pierre de Bénonces                                         | Bénonces                     |         | 45° 49′ 40″ nord, 5° 28′ 42″ est |                | |             | Église Saint-Pierre de Bénonces                                         |
| Église Saint-Vincent de Bény                                            | Bény                         |         | 46° 19′ 05″ nord, 5° 17′ 03″ est |                | |             | Église Saint-Vincent de Bény                                            |
| Église Saint-Laurent de Béon                                            | Béon                         |         | 45° 51′ 13″ nord, 5° 45′ 22″ est |                | |             | Église Saint-Laurent de Béon                                            |
| Église Saint-Georges de Béréziat                                        | Béréziat                     |         | 46° 22′ 05″ nord, 5° 02′ 46″ est |                | |             | Église Saint-Georges de Béréziat                                        |
| Église Sainte-Catherine de Ceignes                                      | Ceignes                      |         | 46° 07′ 08″ nord, 5° 29′ 57″ est |                | |             | Église Sainte-Catherine de Ceignes                                      |
| Ancienne église Sainte-Catherine de Ceignes                             | Ceignes                      |         | 46° 07′ 14″ nord, 5° 30′ 00″ est |                | |             | Image manquante Téléverser                                              |
| Église Saint-Jean-Baptiste de Cerdon                                    | Cerdon                       |         | 46° 04′ 53″ nord, 5° 28′ 02″ est |                | |             | Église Saint-Jean-Baptiste de Cerdon                                    |
| Église Saint-Christophe de Certines                                     | Certines                     |         | 46° 07′ 53″ nord, 5° 15′ 58″ est |                | |             | Église Saint-Christophe de Certines                                     |
| Église Saint-Denis de Cessy                                             | Cessy                        |         | 46° 19′ 06″ nord, 6° 04′ 07″ est |                | |             | Église Saint-Denis de Cessy                                             |
| Église Saint-Laurent de Ceyzériat                                       | Ceyzériat                    |         | 46° 10′ 37″ nord, 5° 19′ 29″ est |                | |             | Église Saint-Laurent de Ceyzériat                                       |
| Église Saint-André de Ceyzérieu                                         | Ceyzérieu                    |         | 45° 50′ 07″ nord, 5° 43′ 36″ est |                | |             | Église Saint-André de Ceyzérieu                                         |
| Église Notre-Dame-de-l'Assomption de Chalamont                          | Chalamont                    |         | 45° 59′ 46″ nord, 5° 10′ 20″ est |                | |             | Église Notre-Dame-de-l'Assomption de Chalamont                          |
| Église Saint-Julien de Chaleins                                         | Chaleins                     |         | 46° 01′ 49″ nord, 4° 48′ 16″ est |                | |             | Église Saint-Julien de Chaleins                                         |
| Église Notre-Dame-de-l'Assomption de Chaley                             | Chaley                       |         | 45° 57′ 17″ nord, 5° 31′ 51″ est |                | |             | Église Notre-Dame-de-l'Assomption de Chaley                             |
| Église Saint-Pierre-aux-Liens de Challes-la-Montagne                    | Challes-la-Montagne          |         | 46° 07′ 29″ nord, 5° 27′ 55″ est |                | |             | Église Saint-Pierre-aux-Liens de Challes-la-Montagne                    |
| Église Saint-Maurice de Challex                                         | Challex                      |         | 46° 10′ 59″ nord, 5° 58′ 38″ est |                | |             | Église Saint-Maurice de Challex                                         |
| Église Saint-Maurice de Passin                                          | Champagne-en-Valromey        |         | 45° 55′ 46″ nord, 5° 41′ 15″ est |                | |             | Église Saint-Maurice de Passin                                          |
| Église Saint-Symphorien de Champagne-en-Valromey                        | Champagne-en-Valromey        |         | 45° 54′ 16″ nord, 5° 40′ 43″ est |                | |             | Église Saint-Symphorien de Champagne-en-Valromey                        |
| Église Saint-Victor-et-Saint-Ours de Champdor                           | Champdor-Corcelles           |         | 46° 01′ 00″ nord, 5° 35′ 50″ est |                | |             | Église Saint-Victor-et-Saint-Ours de Champdor                           |
| Église Saint-Martin de Champfromier                                     | Champfromier                 |         | 46° 11′ 41″ nord, 5° 48′ 45″ est |                | |             | Église Saint-Martin de Champfromier                                     |
| Église Saint-Victor de Chanay                                           | Chanay                       |         | 46° 00′ 19″ nord, 5° 47′ 09″ est |                | |             | Église Saint-Victor de Chanay                                           |
| Église Notre-Dame-de-l'Assomption de Chaneins                           | Chaneins                     |         | 46° 05′ 50″ nord, 4° 51′ 04″ est |                | |             | Église Notre-Dame-de-l'Assomption de Chaneins                           |
| Église Saint-Martin de Chanoz-Châtenay                                  | Chanoz-Châtenay              |         | 46° 11′ 04″ nord, 5° 01′ 48″ est |                | |             | Église Saint-Martin de Chanoz-Châtenay                                  |
| Église Saint-Amand de Charix                                            | Charix                       |         | 46° 11′ 00″ nord, 5° 41′ 11″ est |                | |             | Église Saint-Amand de Charix                                            |
| Église de l'Assomption de Charnoz-sur-Ain                               | Charnoz-sur-Ain              |         | 45° 52′ 13″ nord, 5° 13′ 27″ est | « PA00116363 » | Inscrit MH Abside et carré du transept                                                                                 | 1925        | Église de l'Assomption de Charnoz-sur-Ain                               |
| Église Saint-Martin de Chavannes-sur-Reyssouze                          | Chavannes-sur-Reyssouze      |         | 46° 25′ 51″ nord, 4° 59′ 31″ est |                | |             | Église Saint-Martin de Chavannes-sur-Reyssouze                          |
| Église Saint-Jean-Baptiste de Chaveyriat                                | Chaveyriat                   |         | 46° 11′ 49″ nord, 5° 03′ 45″ est | « PA00116374 » | Inscrit MH | 1947        | Église Saint-Jean-Baptiste de Chaveyriat                                |
| Église Saint-André de Chavornay                                         | Chavornay                    |         | 45° 52′ 52″ nord, 5° 42′ 50″ est |                | |             | Église Saint-André de Chavornay                                         |
| Église Saint-Maurice de Bons                                            | Chazey-Bons                  |         | 45° 48′ 11″ nord, 5° 40′ 50″ est |                | |             | Église Saint-Maurice de Bons                                            |
| Église Saint-Véran de Chazey                                            | Chazey-Bons                  |         | 45° 46′ 35″ nord, 5° 41′ 09″ est |                | |             | Église Saint-Véran de Chazey                                            |
| Église Saint-Pierre-et-Saint-Paul de Chazey-sur-Ain                     | Chazey-sur-Ain               |         | 45° 53′ 37″ nord, 5° 15′ 15″ est |                | |             | Église Saint-Pierre-et-Saint-Paul de Chazey-sur-Ain                     |
| Église Saint-André de Rignieu-le-Désert                                 | Chazey-sur-Ain               |         | 45° 54′ 19″ nord, 5° 16′ 15″ est |                | |             | Église Saint-André de Rignieu-le-Désert                                 |
| Église Saint-Claude de Cheignieu-la-Balme                               | Cheignieu-la-Balme           |         | 45° 49′ 34″ nord, 5° 36′ 32″ est |                | |             | Église Saint-Claude de Cheignieu-la-Balme                               |
| Église Saint-Théodule de Chevillard                                     | Chevillard                   |         | 46° 06′ 41″ nord, 5° 34′ 42″ est |                | |             | Église Saint-Théodule de Chevillard                                     |
| Église Saint-Martin de Chevroux                                         | Chevroux                     |         | 46° 22′ 45″ nord, 4° 56′ 50″ est |                | |             | Église Saint-Martin de Chevroux                                         |
| Église Saint-Maurice de Chevry                                          | Chevry                       |         | 46° 16′ 55″ nord, 6° 02′ 33″ est |                | |             | Église Saint-Maurice de Chevry                                          |
| Église Sainte-Foy de Chateau-Gaillard                                   | Château-Gaillard             |         | 45° 58′ 24″ nord, 5° 18′ 07″ est |                | |             | Église Sainte-Foy de Chateau-Gaillard                                   |
| Église Saint-Pierre de Châtenay                                         | Châtenay                     |         | 46° 02′ 02″ nord, 5° 12′ 03″ est |                | |             | Église Saint-Pierre de Châtenay                                         |
| Église Saint-Jean-Baptiste de Châtillon-en-Michaille                    | Châtillon-en-Michaille       |         | 46° 08′ 35″ nord, 5° 48′ 01″ est |                | |             | Église Saint-Jean-Baptiste de Châtillon-en-Michaille                    |
| Église Saint-Étienne d'Ochiaz                                           | Châtillon-en-Michaille       |         | 46° 06′ 33″ nord, 5° 46′ 41″ est |                | |             | Église Saint-Étienne d'Ochiaz                                           |
| Église Saint-Paul de Vouvray                                            | Châtillon-en-Michaille       |         | 46° 06′ 51″ nord, 5° 46′ 50″ est |                | |             | Église Saint-Paul de Vouvray                                            |
| Église Saint-Irénée de Châtillon-la-Palud                               | Châtillon-la-Palud           |         | 45° 58′ 29″ nord, 5° 14′ 57″ est | « PA00116365 » | Inscrit MH Abside | 1966        | Église Saint-Irénée de Châtillon-la-Palud                               |
| Église Saint-Georges de Bublanne                                        | Châtillon-la-Palud           |         | 45° 58′ 23″ nord, 5° 15′ 19″ est |                | |             | Église Saint-Georges de Bublanne                                        |
| Église Saint-André-et-Saint-Vincent-de-Paul de Châtillon-sur-Chalaronne | Châtillon-sur-Chalaronne     |         | 46° 07′ 10″ nord, 4° 57′ 24″ est | « PA00116367 » | Classé MH | 1909        | Église Saint-André-et-Saint-Vincent-de-Paul de Châtillon-sur-Chalaronne |
| Église Notre-Dame-de-l'Assomption de Chézery-Forens                     | Chézery-Forens               |         | 46° 13′ 19″ nord, 5° 52′ 01″ est |                | |             | Église Notre-Dame-de-l'Assomption de Chézery-Forens                     |
| Église Saint-Denis de Civrieux                                          | Civrieux                     |         | 45° 55′ 15″ nord, 4° 52′ 54″ est | « IA01000158 » | |             | Église Saint-Denis de Civrieux                                          |
| Église Saint-Martin de Cize                                             | Cize                         |         | 46° 12′ 17″ nord, 5° 26′ 41″ est |                | |             | Église Saint-Martin de Cize                                             |
| Église Saint-Martin de Cleyzieu                                         | Cleyzieu                     |         | 45° 54′ 30″ nord, 5° 25′ 42″ est | « PA00116381 » | Inscrit MH | 1969        | Église Saint-Martin de Cleyzieu                                         |
| Église Saint-Martin de Coligny                                          | Coligny                      |         | 46° 23′ 02″ nord, 5° 20′ 46″ est | « PA00116382 » | Inscrit MH | 1984        | Église Saint-Martin de Coligny                                          |
| Église Saint-Théodule de Collonges                                      | Collonges                    |         | 46° 08′ 21″ nord, 5° 54′ 14″ est |                | |             | Église Saint-Théodule de Collonges                                      |
| Église Saint-Apollinaire de Colomieu                                    | Colomieu                     |         | 45° 43′ 59″ nord, 5° 37′ 17″ est |                | |             | Église Saint-Apollinaire de Colomieu                                    |
| Église Saint-Anthelme de Conand                                         | Conand                       |         | 45° 53′ 32″ nord, 5° 28′ 23″ est |                | |             | Église Saint-Anthelme de Conand                                         |
| Église Saint-Pierre de Condamine                                        | Condamine                    |         | 46° 06′ 33″ nord, 5° 33′ 06″ est |                | |             | Église Saint-Pierre de Condamine                                        |
| Église Saint-Julien de Condeissiat                                      | Condeissiat                  |         | 46° 09′ 35″ nord, 5° 04′ 46″ est | « PA00116383 » | Inscrit MH Portail et abside                                                                                           | 1927        | Église Saint-Julien de Condeissiat                                      |
| Église de l'Immaculée-Conception de Confort                             | Confort                      |         | 46° 09′ 00″ nord, 5° 49′ 26″ est |                | |             | Église de l'Immaculée-Conception de Confort                             |
| Église Saint-Pierre de Confrançon                                       | Confrançon                   |         | 46° 16′ 04″ nord, 5° 03′ 58″ est |                | |             | Église Saint-Pierre de Confrançon                                       |
| Église Saint-Romain de Contrevoz                                        | Contrevoz                    |         | 45° 48′ 22″ nord, 5° 37′ 40″ est |                | |             | Église Saint-Romain de Contrevoz                                        |
| Église Saint-Sébastien de Conzieu                                       | Conzieu                      |         | 45° 43′ 40″ nord, 5° 36′ 24″ est | « PA00116385 » | Classé MH | 1908        | Église Saint-Sébastien de Conzieu                                       |
| Église Saint-Maurice de Corbonod                                        | Corbonod                     |         | 45° 58′ 06″ nord, 5° 49′ 17″ est |                | |             | Église Saint-Maurice de Corbonod                                        |
| Église Saint-Martin de Corcelles                                        | Corcelles                    |         | 46° 02′ 11″ nord, 5° 34′ 28″ est |                | |             | Église Saint-Martin de Corcelles                                        |
| Église Sainte-Agathe de Corlier                                         | Corlier                      |         | 46° 01′ 49″ nord, 5° 29′ 55″ est |                | |             | Église Sainte-Agathe de Corlier                                         |
| Église Saint-Martin de Cormaranche-en-Bugey                             | Cormaranche-en-Bugey         |         | 45° 57′ 15″ nord, 5° 36′ 47″ est |                | |             | Église Saint-Martin de Cormaranche-en-Bugey                             |
| Église Saint-Didier de Cormoranche-sur-Saône                            | Cormoranche-sur-Saône        |         | 46° 14′ 24″ nord, 4° 49′ 54″ est |                | |             | Église Saint-Didier de Cormoranche-sur-Saône                            |
| Église Saint-Pancrace de Cormoz                                         | Cormoz                       |         | 46° 26′ 55″ nord, 5° 13′ 58″ est |                | |             | Église Saint-Pancrace de Cormoz                                         |
| Église Saint-Maurice de Saint-Maurice-d'Échazeaux                       | Corveissiat                  |         | 46° 15′ 54″ nord, 5° 29′ 56″ est | « PA00116386 » | Classé MH | 1941        | Église Saint-Maurice de Saint-Maurice-d'Échazeaux                       |
| Église Saint-Georges de Corveissiat                                     | Corveissiat                  |         | 46° 14′ 38″ nord, 5° 29′ 01″ est |                | |             | Église Saint-Georges de Corveissiat                                     |
| Église Sainte-Catherine d'Arnans                                        | Corveissiat                  |         | 46° 15′ 37″ nord, 5° 27′ 33″ est |                | |             | Église Sainte-Catherine d'Arnans                                        |
| Église Saint-Oyen de Courmangoux                                        | Courmangoux                  |         | 46° 19′ 51″ nord, 5° 22′ 14″ est |                | |             | Église Saint-Oyen de Courmangoux                                        |
| Église Saint-Hilaire de Courtes                                         | Courtes                      |         | 46° 27′ 38″ nord, 5° 06′ 00″ est |                | |             | Église Saint-Hilaire de Courtes                                         |
| Église Notre-Dame de Crans                                              | Crans                        |         | 45° 57′ 42″ nord, 5° 12′ 47″ est | « PA00116388 » | Inscrit MH | 1926        | Église Notre-Dame de Crans                                              |
| Église Saint-Jean-Baptiste de Cras-sur-Reyssouze                        | Cras-sur-Reyssouze           |         | 46° 18′ 29″ nord, 5° 09′ 52″ est |                | |             | Église Saint-Jean-Baptiste de Cras-sur-Reyssouze                        |
| Église Saint-Étienne de Cressin-Rochefort                               | Cressin-Rochefort            |         | 45° 46′ 40″ nord, 5° 45′ 47″ est |                | |             | Église Saint-Étienne de Cressin-Rochefort                               |
| Église Saint-Paul de Crottet                                            | Crottet                      |         | 46° 16′ 41″ nord, 4° 53′ 37″ est |                | |             | Église Saint-Paul de Crottet                                            |
| Église Saints-Jacques-et-Philippe de Crozet                             | Crozet                       |         | 46° 16′ 51″ nord, 6° 00′ 46″ est |                | |             | Église Saints-Jacques-et-Philippe de Crozet                             |
| Église Saint-Denis de Cruzilles-lès-Mépillat                            | Cruzilles-lès-Mépillat       |         | 46° 13′ 27″ nord, 4° 52′ 57″ est |                | |             | Église Saint-Denis de Cruzilles-lès-Mépillat                            |
| Église Saint-Clément de Cuisiat                                         | Cuisiat                      |         | 46° 18′ 02″ nord, 5° 23′ 21″ est |                | |             | Église Saint-Clément de Cuisiat                                         |
| Église Saint-Martin de Culoz                                            | Culoz                        |         | 45° 51′ 00″ nord, 5° 46′ 51″ est |                | |             | Église Saint-Martin de Culoz                                            |
| Église Saint-Laurent de Curciat-Dongalon                                | Curciat-Dongalon             |         | 46° 28′ 28″ nord, 5° 09′ 25″ est |                | |             | Église Saint-Laurent de Curciat-Dongalon                                |
| Église Saint-Clément de Curtafond                                       | Curtafond                    |         | 46° 16′ 14″ nord, 5° 05′ 25″ est |                | |             | Église Saint-Clément de Curtafond                                       |
| Église Saint-Oyen de Cuzieu                                             | Cuzieu                       |         | 45° 49′ 01″ nord, 5° 40′ 55″ est |                | |             | Église Saint-Oyen de Cuzieu                                             |
| Église Saint-Nizier de Dagneux                                          | Dagneux                      |         | 45° 51′ 04″ nord, 5° 04′ 17″ est |                | |             | Église Saint-Nizier de Dagneux                                          |
| Église Saint-Étienne de Divonne-les-Bains                               | Divonne-les-Bains            |         | 46° 21′ 26″ nord, 6° 08′ 35″ est |                | |             | Église Saint-Étienne de Divonne-les-Bains                               |
| Église Saint-Georges de Dompierre-sur-Chalaronne                        | Dompierre-sur-Chalaronne     |         | 46° 08′ 20″ nord, 4° 53′ 56″ est |                | |             | Église Saint-Georges de Dompierre-sur-Chalaronne                        |
| Église Saint-Maurice de Dompierre-sur-Veyle                             | Dompierre-sur-Veyle          |         | 46° 04′ 20″ nord, 5° 12′ 19″ est |                | |             | Église Saint-Maurice de Dompierre-sur-Veyle                             |
| Église Saint-Théodore de Domsure                                        | Domsure                      |         | 46° 25′ 10″ nord, 5° 17′ 41″ est |                | |             | Église Saint-Théodore de Domsure                                        |
| Église Saint-Martin de Dortan                                           | Dortan                       |         | 46° 19′ 10″ nord, 5° 39′ 35″ est |                | |             | Église Saint-Martin de Dortan                                           |
| Église Saints-Pierre-et-Paul de Douvres                                 | Douvres                      |         | 45° 59′ 19″ nord, 5° 22′ 30″ est |                | |             | Église Saints-Pierre-et-Paul de Douvres                                 |
| Église Saint-Thyrse de Drom                                             | Drom                         |         | 46° 13′ 06″ nord, 5° 22′ 01″ est |                | |             | Église Saint-Thyrse de Drom                                             |
| Église Saint-Georges de Druillat                                        | Druillat                     |         | 46° 03′ 34″ nord, 5° 19′ 02″ est |                | |             | Église Saint-Georges de Druillat                                        |
| Église Saint-Vincent de Faramans                                        | Faramans                     |         | 45° 54′ 10″ nord, 5° 07′ 31″ est |                | |             | Église Saint-Vincent de Faramans                                        |
| Église Notre-Dame-de-l'Assomption de Fareins                            | Fareins                      |         | 46° 01′ 06″ nord, 4° 45′ 41″ est |                | |             | Église Notre-Dame-de-l'Assomption de Fareins                            |
| Église Saint-Brice de Farges                                            | Farges                       |         | 46° 10′ 08″ nord, 5° 54′ 24″ est |                | |             | Église Saint-Brice de Farges                                            |
| Église Saint-Rambert de Feillens                                        | Feillens                     |         | 46° 20′ 11″ nord, 4° 53′ 16″ est |                | |             | Église Saint-Rambert de Feillens                                        |
| Église Notre-Dame-et-Saint-André de Ferney-Voltaire                     | Ferney-Voltaire              |         | 46° 15′ 27″ nord, 6° 06′ 29″ est | « PA00116396 » | Classé MH | 1988        | Église Notre-Dame-et-Saint-André de Ferney-Voltaire                     |
| Église Saint-Maurice de Flaxieu                                         | Flaxieu                      |         | 45° 48′ 33″ nord, 5° 44′ 01″ est | « PA00116400 » | Inscrit MH | 1969        | Église Saint-Maurice de Flaxieu                                         |
| Église Saint-Denis de Foissiat                                          | Foissiat                     |         | 46° 22′ 12″ nord, 5° 10′ 30″ est |                | |             | Église Saint-Denis de Foissiat                                          |
| Église Saint-Pierre-et-Saint-Paul d'Amareins                            | Francheleins                 |         | 46° 04′ 35″ nord, 4° 47′ 40″ est | « PA00116287 » | Inscrit MH | 1969        | Église Saint-Pierre-et-Saint-Paul d'Amareins                            |
| Église Saint-Martin de Francheleins                                     | Francheleins                 |         | 46° 04′ 28″ nord, 4° 48′ 33″ est |                | |             | Église Saint-Martin de Francheleins                                     |
| Église Saint-Étienne de Frans                                           | Frans                        |         | 45° 59′ 27″ nord, 4° 46′ 24″ est | « PA00116404 » | Inscrit MH | 2008        | Église Saint-Étienne de Frans                                           |
| Église Saint-Jean-Baptiste de Garnerans                                 | Garnerans                    |         | 46° 12′ 19″ nord, 4° 50′ 27″ est |                | |             | Église Saint-Jean-Baptiste de Garnerans                                 |
| Église Saint-Pierre-et-Saint-Paul de Genouilleux                        | Genouilleux                  |         | 46° 07′ 09″ nord, 4° 47′ 11″ est |                | |             | Église Saint-Pierre-et-Saint-Paul de Genouilleux                        |
| Église Saint-Germain de Germagnat                                       | Germagnat                    |         | 46° 18′ 35″ nord, 5° 27′ 01″ est |                | |             | Église Saint-Germain de Germagnat                                       |
| Église Saint-Pierre de Gex                                              | Gex                          |         | 46° 19′ 56″ nord, 6° 03′ 28″ est |                | |             | Église Saint-Pierre de Gex                                              |
| Église Notre-Dame-de-l'Assomption de Giron                              | Giron                        |         | 46° 13′ 33″ nord, 5° 46′ 25″ est |                | |             | Église Notre-Dame-de-l'Assomption de Giron                              |
| Église Saints-Pierre-et-Paul de Gorrevod                                | Gorrevod                     |         | 46° 25′ 12″ nord, 4° 56′ 41″ est |                | |             | Église Saints-Pierre-et-Paul de Gorrevod                                |
| Église Saint-Léger de Grand-Corent                                      | Grand-Corent                 |         | 46° 12′ 05″ nord, 5° 25′ 55″ est |                | |             | Église Saint-Léger de Grand-Corent                                      |
| Église Saint-Benoît de Grilly                                           | Grilly                       |         | 46° 19′ 49″ nord, 6° 06′ 53″ est |                | |             | Église Saint-Benoît de Grilly                                           |
| Église Saint-Martin de Grièges                                          | Grièges                      |         | 46° 15′ 18″ nord, 4° 51′ 03″ est |                | |             | Église Saint-Martin de Grièges                                          |
| Église Notre-Dame-de-l'Assomption de Groissiat                          | Groissiat                    |         | 46° 13′ 17″ nord, 5° 36′ 30″ est |                | |             | Église Notre-Dame-de-l'Assomption de Groissiat                          |
| Église Saint-Cyriaque de Groslée                                        | Groslée-Saint-Benoit         |         | 45° 42′ 50″ nord, 5° 34′ 13″ est |                | |             | Église Saint-Cyriaque de Groslée                                        |
| Église Saint-Marcellin de Guéreins                                      | Guéreins                     |         | 46° 06′ 31″ nord, 4° 46′ 47″ est |                | |             | Église Saint-Marcellin de Guéreins                                      |
| Église Saint-Martin de Géovreisset                                      | Géovreisset                  |         | 46° 15′ 21″ nord, 5° 37′ 04″ est |                | |             | Église Saint-Martin de Géovreisset                                      |
| Église Saint-Étienne du Petit-Abergement                                | Haut Valromey                |         | 46° 01′ 53″ nord, 5° 39′ 57″ est | « PA00116530 » | Inscrit MH | 1973        | Église Saint-Étienne du Petit-Abergement                                |
| Église Saint-Laurent de Hautecourt-Romanèche                            | Hautecourt-Romanèche         |         | 46° 09′ 38″ nord, 5° 25′ 06″ est |                | |             | Église Saint-Laurent de Hautecourt-Romanèche                            |
| Église Saint-Paul de Romanèche                                          | Hautecourt-Romanèche         |         | 46° 11′ 12″ nord, 5° 26′ 29″ est |                | |             | Église Saint-Paul de Romanèche                                          |
| Église Notre-Dame-de-l'Assomption de Hauteville-Lompnes                 | Hauteville-Lompnes           |         | 45° 58′ 37″ nord, 5° 36′ 13″ est |                | |             | Église Notre-Dame-de-l'Assomption de Hauteville-Lompnes                 |
| Église Saint-Étienne de Lacoux                                          | Hauteville-Lompnes           |         | 45° 57′ 56″ nord, 5° 32′ 35″ est |                | |             | Église Saint-Étienne de Lacoux                                          |
| Église Saint-Pierre de Longecombe                                       | Hauteville-Lompnes           |         | 45° 56′ 57″ nord, 5° 33′ 04″ est |                | |             | Église Saint-Pierre de Longecombe                                       |
| Église Saint-Laurent de Hostiaz                                         | Hostiaz                      |         | 45° 54′ 08″ nord, 5° 32′ 02″ est |                | |             | Église Saint-Laurent de Hostiaz                                         |
| Église Saint-Romain d'Hotonnes                                          | Hotonnes                     |         | 45° 59′ 51″ nord, 5° 41′ 36″ est |                | |             | Église Saint-Romain d'Hotonnes                                          |
| Église Saint-Symphorien d'Illiat                                        | Illiat                       |         | 46° 11′ 23″ nord, 4° 53′ 19″ est | « PA01000026 » | Inscrit MH | 2008        | Église Saint-Symphorien d'Illiat                                        |
| Église Saint-Laurent-et-Saint-Didier d'Injoux                           | Injoux-Génissiat             |         | 46° 03′ 29″ nord, 5° 46′ 20″ est |                | |             | Église Saint-Laurent-et-Saint-Didier d'Injoux                           |
| Église Saint-Maurice de Craz-en-Michaille                               | Injoux-Génissiat             |         | 46° 02′ 28″ nord, 5° 45′ 27″ est |                | |             | Église Saint-Maurice de Craz-en-Michaille                               |
| Église Saint-Laurent d'Innimont                                         | Innimond                     |         | 45° 46′ 47″ nord, 5° 34′ 23″ est |                | |             | Église Saint-Laurent d'Innimont                                         |
| Église Saint-Jean-Baptiste d'Izenave                                    | Izenave                      |         | 46° 02′ 18″ nord, 5° 31′ 28″ est |                | |             | Église Saint-Jean-Baptiste d'Izenave                                    |
| Église Notre-Dame-de-l'Assomption d'Izernore                            | Izernore                     |         | 46° 13′ 13″ nord, 5° 33′ 20″ est | « PA00116412 » | Inscrit MH Choeur | 1926        | Église Notre-Dame-de-l'Assomption d'Izernore                            |
| Église Saint-Maurice d'Izieu                                            | Izieu                        |         | 45° 39′ 06″ nord, 5° 38′ 25″ est |                | |             | Église Saint-Maurice d'Izieu                                            |
| Église Notre-Dame-de-l'Assomption de Jassans-Riottier                   | Jassans-Riottier             |         | 45° 58′ 55″ nord, 4° 45′ 31″ est | « PA01000003 » | Inscrit MH | 1996        | Église Notre-Dame-de-l'Assomption de Jassans-Riottier                   |
| Ancienne église Notre-Dame-de-l'Assomption de Jassans-Riottier          | Jassans-Riottier             |         | 45° 58′ 56″ nord, 4° 45′ 31″ est | « IA01000038 » | |             | Image manquante Téléverser                                              |
| Église Saint-Jean-Baptiste de Jasseron                                  | Jasseron                     |         | 46° 12′ 44″ nord, 5° 19′ 31″ est |                | |             | Église Saint-Jean-Baptiste de Jasseron                                  |
| Église Notre-Dame-de-l'Assomption de Jayat                              | Jayat                        |         | 46° 22′ 07″ nord, 5° 07′ 09″ est |                | |             | Église Notre-Dame-de-l'Assomption de Jayat                              |
| Église Saint-Vincent de Journans                                        | Journans                     |         | 46° 08′ 40″ nord, 5° 20′ 05″ est |                | |             | Église Saint-Vincent de Journans                                        |
| Église Saint-Martin de Joyeux                                           | Joyeux                       |         | 45° 57′ 43″ nord, 5° 05′ 57″ est |                | |             | Église Saint-Martin de Joyeux                                           |
| Église Saint-Étienne de Jujurieux                                       | Jujurieux                    |         | 46° 02′ 24″ nord, 5° 24′ 32″ est |                | |             | Église Saint-Étienne de Jujurieux                                       |
| Église Notre-Dame-de-l'Assomption de L'Abergement-Clemenciat            | L'Abergement-Clémenciat      |         | 46° 09′ 04″ nord, 4° 55′ 15″ est |                | |             | Église Notre-Dame-de-l'Assomption de L'Abergement-Clemenciat            |
| Église Sainte-Madeleine de L'Abergement-de-Varey                        | L'Abergement-de-Varey        |         | 46° 00′ 25″ nord, 5° 25′ 25″ est |                | |             | Église Sainte-Madeleine de L'Abergement-de-Varey                        |
| Église Notre-Dame-de-l'Assomption de La Boisse                          | La Boisse                    |         | 45° 50′ 27″ nord, 5° 02′ 09″ est |                | |             | Église Notre-Dame-de-l'Assomption de La Boisse                          |
| Église de l'Annonciation de La Burbanche                                | La Burbanche                 |         | 45° 50′ 45″ nord, 5° 33′ 39″ est |                | |             | Église de l'Annonciation de La Burbanche                                |
| Église Notre-Dame-de-l'Assomption de La Chapelle-du-Châtelard           | La Chapelle-du-Châtelard     |         | 46° 04′ 09″ nord, 5° 01′ 27″ est |                | |             | Église Notre-Dame-de-l'Assomption de La Chapelle-du-Châtelard           |
| Église Saint-Jean-Baptiste de La Tranclière                             | La Tranclière                |         | 46° 06′ 40″ nord, 5° 01′ 27″ est |                | |             | Église Saint-Jean-Baptiste de La Tranclière                             |
| Église Saint-Amand de Labalme                                           | Labalme                      |         | 46° 05′ 28″ nord, 5° 28′ 58″ est |                | |             | Église Saint-Amand de Labalme                                           |
| Église Saint-Hilaire de Proulieu                                        | Lagnieu                      |         | 45° 51′ 54″ nord, 5° 19′ 18″ est |                | |             | Église Saint-Hilaire de Proulieu                                        |
| Église Saint-Jean-Baptiste de Lagnieu                                   | Lagnieu                      |         | 45° 54′ 14″ nord, 5° 20′ 49″ est |                | |             | Église Saint-Jean-Baptiste de Lagnieu                                   |
| Église Saint-Laurent de Laiz                                            | Laiz                         |         | 46° 14′ 45″ nord, 4° 53′ 33″ est |                | |             | Église Saint-Laurent de Laiz                                            |
| Église Saint-Blaise de Lalleyriat                                       | Lalleyriat                   |         | 46° 09′ 11″ nord, 5° 42′ 45″ est |                | |             | Église Saint-Blaise de Lalleyriat                                       |
| Église Saint-Amand de Lancrans                                          | Lancrans                     |         | 46° 07′ 29″ nord, 5° 50′ 01″ est |                | |             | Église Saint-Amand de Lancrans                                          |
| Église Notre-Dame-de-l'Assomption de Lantenay                           | Lantenay                     |         | 46° 03′ 29″ nord, 5° 32′ 40″ est |                | |             | Église Notre-Dame-de-l'Assomption de Lantenay                           |
| Église Saint-Pierre de Lavours                                          | Lavours                      |         | 45° 48′ 35″ nord, 5° 46′ 15″ est |                | |             | Église Saint-Pierre de Lavours                                          |
| Église Saint-Armand du Grand-Abergement                                 | Le Grand-Abergement          |         | 46° 02′ 03″ nord, 5° 40′ 30″ est |                | |             | Église Saint-Armand du Grand-Abergement                                 |
| Église Sainte-Madeleine du Montellier                                   | Le Montellier                |         | 45° 55′ 48″ nord, 5° 04′ 22″ est |                | |             | Église Sainte-Madeleine du Montellier                                   |
| Église Saint-Pierre du Plantay                                          | Le Plantay                   |         | 46° 01′ 28″ nord, 5° 05′ 16″ est | « PA01000027 » | Inscrit MH | 2008        | Église Saint-Pierre du Plantay                                          |
| Église Saint-Félix du Poizat                                            | Le Poizat                    |         | 46° 08′ 41″ nord, 5° 41′ 43″ est |                | |             | Église Saint-Félix du Poizat                                            |
| Église Saint-Germain de Lent                                            | Lent                         |         | 46° 07′ 11″ nord, 5° 11′ 48″ est |                | |             | Église Saint-Germain de Lent                                            |
| Église Saint-Clair des Neyrolles                                        | Les Neyrolles                |         | 46° 08′ 24″ nord, 5° 38′ 01″ est |                | |             | Église Saint-Clair des Neyrolles                                        |
| Église Saint-André de Lescheroux                                        | Lescheroux                   |         | 46° 24′ 26″ nord, 5° 08′ 38″ est |                | |             | Église Saint-André de Lescheroux                                        |
| Église Saint-Jean-Baptiste de Leyment                                   | Leyment                      |         | 45° 55′ 23″ nord, 5° 17′ 46″ est |                | |             | Église Saint-Jean-Baptiste de Leyment                                   |
| Église Notre-Dame-de-l'Assomption de Leyssard                           | Leyssard                     |         | 46° 09′ 24″ nord, 5° 28′ 31″ est |                | |             | Église Notre-Dame-de-l'Assomption de Leyssard                           |
| Église de l'Assomption de Lhuis                                         | Lhuis                        |         | 45° 44′ 46″ nord, 5° 32′ 05″ est | « PA00116420 » | Classé MH Abside | 1930        | Église de l'Assomption de Lhuis                                         |
| Église Saint-Jean-Baptiste de Lhôpital                                  | Lhôpital                     |         | 46° 01′ 19″ nord, 5° 46′ 52″ est |                | |             | Église Saint-Jean-Baptiste de Lhôpital                                  |
| Église Notre-Dame-de-l'Assomption de Lochieu                            | Lochieu                      |         | 45° 55′ 49″ nord, 5° 43′ 41″ est |                | |             | Église Notre-Dame-de-l'Assomption de Lochieu                            |
| Église Saint-Jacques de Lompnas                                         | Lompnas                      |         | 45° 48′ 10″ nord, 5° 31′ 12″ est |                | |             | Église Saint-Jacques de Lompnas                                         |
| Église Saint-Michel de Lompnieu                                         | Lompnieu                     |         | 45° 57′ 39″ nord, 5° 39′ 42″ est |                | |             | Église Saint-Michel de Lompnieu                                         |
| Église Saints-Jacques-et-Christophe de Loyettes                         | Loyettes                     |         | 45° 46′ 23″ nord, 5° 12′ 16″ est |                | |             | Église Saints-Jacques-et-Christophe de Loyettes                         |
| Église Saint-Étienne de Lurcy                                           | Lurcy                        |         | 46° 03′ 45″ nord, 4° 46′ 57″ est |                | |             | Église Saint-Étienne de Lurcy                                           |
| Église Saint-Amand de Léaz                                              | Léaz                         |         | 46° 05′ 54″ nord, 5° 53′ 05″ est |                | |             | Église Saint-Amand de Léaz                                              |
| Église Saint-Michel de Lélex                                            | Lélex                        |         | 46° 18′ 18″ nord, 5° 56′ 39″ est |                | |             | Église Saint-Michel de Lélex                                            |
| Église Saint-Pierre de Magnieu                                          | Magnieu                      |         | 45° 46′ 37″ nord, 5° 43′ 10″ est |                | |             | Église Saint-Pierre de Magnieu                                          |
| Église Notre-Dame de Billieu                                            | Magnieu                      |         | 45° 47′ 20″ nord, 5° 42′ 32″ est |                | |             | Église Notre-Dame de Billieu                                            |
| Église Saint-Irénée de Maillat                                          | Maillat                      |         | 46° 07′ 48″ nord, 5° 32′ 20″ est |                | |             | Église Saint-Irénée de Maillat                                          |
| Église Saint-Marc de Malafretaz                                         | Malafretaz                   |         | 46° 19′ 23″ nord, 5° 08′ 50″ est |                | |             | Église Saint-Marc de Malafretaz                                         |
| Église Sainte-Madeleine de Mantenay-Montlin                             | Mantenay-Montlin             |         | 46° 25′ 32″ nord, 5° 05′ 56″ est |                | |             | Église Sainte-Madeleine de Mantenay-Montlin                             |
| Église Saint-Christophe de Manziat                                      | Manziat                      |         | 46° 21′ 33″ nord, 4° 54′ 18″ est |                | |             | Église Saint-Christophe de Manziat                                      |
| Église Saint-Martin de Marboz                                           | Marboz                       |         | 46° 20′ 34″ nord, 5° 15′ 34″ est |                | |             | Église Saint-Martin de Marboz                                           |
| Église Saint-Maurice de Marchamp                                        | Marchamp                     |         | 45° 47′ 12″ nord, 5° 32′ 31″ est |                | |             | Église Saint-Maurice de Marchamp                                        |
| Église Saint-Pierre de Marignieu                                        | Marignieu                    |         | 45° 47′ 48″ nord, 5° 43′ 09″ est |                | |             | Église Saint-Pierre de Marignieu                                        |
| Église Saint-Pierre-ès-Liens de Marlieux                                | Marlieux                     |         | 46° 03′ 54″ nord, 5° 04′ 28″ est |                | |             | Église Saint-Pierre-ès-Liens de Marlieux                                |
| Église Saints-Pierre-et-Paul de Marsonnas                               | Marsonnas                    |         | 46° 20′ 29″ nord, 5° 04′ 16″ est |                | |             | Église Saints-Pierre-et-Paul de Marsonnas                               |
| Église Saint-Maurice de Martignat                                       | Martignat                    |         | 46° 12′ 32″ nord, 5° 36′ 41″ est |                | |             | Église Saint-Maurice de Martignat                                       |
| Église Saint-Barthélemy de Massieux                                     | Massieux                     |         | 45° 54′ 33″ nord, 4° 49′ 59″ est | « IA01000159 » | |             | Église Saint-Barthélemy de Massieux                                     |
| Église Saint-Martin de Massignieu-de-Rives                              | Massignieu-de-Rives          |         | 45° 45′ 16″ nord, 5° 45′ 59″ est |                | |             | Église Saint-Martin de Massignieu-de-Rives                              |
| Église Saint-Cyr-et-Sainte-Julitte de Matafelon                         | Matafelon-Granges            |         | 46° 15′ 43″ nord, 5° 33′ 13″ est |                | |             | Église Saint-Cyr-et-Sainte-Julitte de Matafelon                         |
| Église Saint-Oyen de Meillonnas                                         | Meillonnas                   |         | 46° 14′ 43″ nord, 5° 21′ 08″ est | « PA01000008 » | Classé MH | 2002        | Église Saint-Oyen de Meillonnas                                         |
| Église Saint-Pierre de Messimy-sur-Saône                                | Messimy-sur-Saône            |         | 46° 02′ 56″ nord, 4° 45′ 54″ est |                | |             | Église Saint-Pierre de Messimy-sur-Saône                                |
| Église Saint-Apollinaire de Meximieux                                   | Meximieux                    |         | 45° 54′ 18″ nord, 5° 11′ 29″ est |                | |             | Église Saint-Apollinaire de Meximieux                                   |
| Église Saint-Jean-Baptiste de Mionnay                                   | Mionnay                      |         | 45° 53′ 41″ nord, 4° 55′ 56″ est | « IA01000173 » | |             | Église Saint-Jean-Baptiste de Mionnay                                   |
| Église de l'Immaculée Conception du Mas Rillier                         | Miribel                      |         | 45° 49′ 49″ nord, 4° 56′ 42″ est |                | |             | Église de l'Immaculée Conception du Mas Rillier                         |
| Église Saint-Martin de Miribel                                          | Miribel                      |         | 45° 49′ 42″ nord, 4° 57′ 53″ est | « PA00116427 » | Classé MH, retable originellement encastré dans la façade ouest près de la porte (jusqu'à 1982). Depuis à l'intérieur. | 1928        | Église Saint-Martin de Miribel                                          |
| Église Saint-Romain de Miribel                                          | Miribel                      |         | 45° 49′ 28″ nord, 4° 57′ 04″ est |                | |             | Église Saint-Romain de Miribel                                          |
| Église Saint-Martin de Misérieux                                        | Misérieux                    |         | 45° 58′ 25″ nord, 4° 48′ 40″ est | « IA01000174 » | |             | Église Saint-Martin de Misérieux                                        |
| Église Saint-Vincent de Mogneneins                                      | Mogneneins                   |         | 46° 08′ 24″ nord, 4° 48′ 41″ est |                | |             | Église Saint-Vincent de Mogneneins                                      |
| Église Saint-Clair de Montagnat                                         | Montagnat                    |         | 46° 10′ 16″ nord, 5° 17′ 10″ est |                | |             | Église Saint-Clair de Montagnat                                         |
| Église Saint-Didier de Montagnieu                                       | Montagnieu                   |         | 45° 47′ 35″ nord, 5° 28′ 08″ est |                | |             | Église Saint-Didier de Montagnieu                                       |
| Église Saint-André de Montanges                                         | Montanges                    |         | 46° 09′ 57″ nord, 5° 48′ 01″ est |                | |             | Église Saint-André de Montanges                                         |
| Église Saints-Philippe-et-Jacques de Montceaux                          | Montceaux                    |         | 46° 05′ 47″ nord, 4° 47′ 48″ est |                | |             | Église Saints-Philippe-et-Jacques de Montceaux                          |
| Église Saint-Étienne de Montcet                                         | Montcet                      |         | 46° 12′ 47″ nord, 5° 06′ 43″ est |                | |             | Église Saint-Étienne de Montcet                                         |
| Église Saint-Pierre de Monthieux                                        | Monthieux                    |         | 45° 57′ 23″ nord, 4° 56′ 24″ est | « PA00116431 » | Inscrit MH | 1979        | Église Saint-Pierre de Monthieux                                        |
| Église Notre-Dame-des-Marais de Montluel                                | Montluel                     |         | 45° 51′ 07″ nord, 5° 03′ 28″ est | « PA00116433 » | Inscrit MH | 1982        | Église Notre-Dame-des-Marais de Montluel                                |
| Église Saint-Étienne de Montluel                                        | Montluel                     |         | 45° 51′ 04″ nord, 5° 03′ 21″ est |                | |             | Église Saint-Étienne de Montluel                                        |
| Église Saint-Barthélemy de Jailleux                                     | Montluel                     |         | 45° 52′ 15″ nord, 5° 02′ 41″ est |                | |             | Église Saint-Barthélemy de Jailleux                                     |
| Église Saint-Martin de Romanèche                                        | Montluel                     |         | 45° 54′ 07″ nord, 4° 59′ 51″ est |                | |             | Église Saint-Martin de Romanèche                                        |
| Église Saint-Romain de Cordieux                                         | Montluel                     |         | 45° 54′ 46″ nord, 5° 02′ 21″ est |                | |             | Église Saint-Romain de Cordieux                                         |
| Église Saint-Nicolas de Montmerle-sur-Saône                             | Montmerle-sur-Saône          |         | 46° 04′ 51″ nord, 4° 45′ 32″ est |                | |             | Église Saint-Nicolas de Montmerle-sur-Saône                             |
| Église Saint-Didier de Montracol                                        | Montracol                    |         | 46° 11′ 52″ nord, 5° 07′ 23″ est | « PA00116437 » | Inscrit MH Abside ; porte principale                                                                                   | 1927        | Église Saint-Didier de Montracol                                        |
| Église Saint-Barthélemy de Montrevel-en-Bresse                          | Montrevel-en-Bresse          |         | 46° 20′ 18″ nord, 5° 07′ 36″ est |                | |             | Église Saint-Barthélemy de Montrevel-en-Bresse                          |
| Église Saint-Oyen de Cuet                                               | Montrevel-en-Bresse          |         | 46° 19′ 25″ nord, 5° 06′ 44″ est |                | |             | Église Saint-Oyen de Cuet                                               |
| Église Saint-Maurice de Montréal-la-Cluse                               | Montréal-la-Cluse            |         | 46° 11′ 14″ nord, 5° 34′ 15″ est |                | |             | Église Saint-Maurice de Montréal-la-Cluse                               |
| Église Saint-Sylvestre de Murs-et-Gélignieux                            | Murs-et-Gélignieux           |         | 45° 38′ 30″ nord, 5° 39′ 42″ est |                | |             | Église Saint-Sylvestre de Murs-et-Gélignieux                            |
| Église Saint-Éloi de Mérignat                                           | Mérignat                     |         | 46° 04′ 10″ nord, 5° 26′ 13″ est |                | |             | Église Saint-Éloi de Mérignat                                           |
| Église Saint-André de Mézériat                                          | Mézériat                     |         | 46° 14′ 01″ nord, 5° 02′ 50″ est |                | |             | Église Saint-André de Mézériat                                          |
| Église Saint-Michel de Nantua                                           | Nantua                       |         | 46° 09′ 07″ nord, 5° 36′ 28″ est | « PA00116440 » | Classé MH Eglise Saint-Michel, à l'exclusion du clocher ; Inscrit MH Le clocher                                        | 1907 ; 2015 | Église Saint-Michel de Nantua                                           |
| Église Saint-Pierre de Nattages                                         | Nattages                     |         | 45° 43′ 50″ nord, 5° 45′ 51″ est |                | |             | Église Saint-Pierre de Nattages                                         |
| Église Saint-Maurice de Neuville-les-Dames                              | Neuville-les-Dames           |         | 46° 09′ 45″ nord, 5° 00′ 07″ est |                | |             | Église Saint-Maurice de Neuville-les-Dames                              |
| Église Saint-Martin de Neuville-sur-Ain                                 | Neuville-sur-Ain             |         | 46° 04′ 53″ nord, 5° 22′ 17″ est |                | |             | Église Saint-Martin de Neuville-sur-Ain                                 |
| Église Saint-Didier de Neyron                                           | Neyron                       |         | 45° 49′ 16″ nord, 4° 55′ 52″ est |                | |             | Église Saint-Didier de Neyron                                           |
| Église Saint-Pierre de Chavannes-sur-Suran                              | Nivigne et Suran             |         | 46° 15′ 48″ nord, 5° 25′ 38″ est | « PA00116372 » | Inscrit MH | 1946        | Église Saint-Pierre de Chavannes-sur-Suran                              |
| Église Saint-Léger de Nivollet                                          | Nivollet-Montgriffon         |         | 45° 59′ 35″ nord, 5° 26′ 46″ est |                | |             | Église Saint-Léger de Nivollet                                          |
| Église Sainte-Anne de Montgriffon                                       | Nivollet-Montgriffon         |         | 46° 00′ 11″ nord, 5° 28′ 12″ est |                | |             | Église Sainte-Anne de Montgriffon                                       |
| Église de l'Assomption de Niévroz                                       | Niévroz                      |         | 45° 49′ 35″ nord, 5° 03′ 45″ est |                | |             | Église de l'Assomption de Niévroz                                       |
| Église Saint-Martin de Volognat                                         | Nurieux-Volognat             |         | 46° 10′ 33″ nord, 5° 30′ 49″ est |                | |             | Église Saint-Martin de Volognat                                         |
| Église Saint-Laurent d'Oncieu                                           | Oncieu                       |         | 45° 57′ 34″ nord, 5° 28′ 22″ est |                | |             | Église Saint-Laurent d'Oncieu                                           |
| Église Saint-Antoine d'Ordonnaz                                         | Ordonnaz                     |         | 45° 50′ 23″ nord, 5° 32′ 23″ est |                | |             | Église Saint-Antoine d'Ordonnaz                                         |
| Église Saint-Brice d'Ornex                                              | Ornex                        |         | 46° 16′ 18″ nord, 6° 05′ 53″ est |                | |             | Église Saint-Brice d'Ornex                                              |
| Église Notre-Dame-de-la-Plaine d'Oyonnax                                | Oyonnax                      |         | 46° 15′ 27″ nord, 5° 38′ 37″ est | ACR0000007     | |             | Église Notre-Dame-de-la-Plaine d'Oyonnax                                |
| Église Saint-Clair de Veyziat                                           | Oyonnax                      |         | 46° 16′ 18″ nord, 5° 37′ 42″ est |                | |             | Église Saint-Clair de Veyziat                                           |
| Église Saint-Léger d'Oyonnax                                            | Oyonnax                      |         | 46° 15′ 29″ nord, 5° 39′ 29″ est |                | |             | Église Saint-Léger d'Oyonnax                                            |
| Église Saint-Martin d'Ozan                                              | Ozan                         |         | 46° 23′ 32″ nord, 4° 54′ 53″ est |                | |             | Église Saint-Martin d'Ozan                                              |
| Église Saint-Roch de Parcieux                                           | Parcieux                     |         | 45° 54′ 55″ nord, 4° 49′ 28″ est | « IA01000162 » | |             | Église Saint-Roch de Parcieux                                           |
| Église Saint-Pierre de Parves                                           | Parves et Nattages           |         | 45° 44′ 33″ nord, 5° 44′ 31″ est |                | |             | Église Saint-Pierre de Parves                                           |
| Église Notre-Dame-de-l'Assomption de Perrex                             | Perrex                       |         | 46° 14′ 36″ nord, 4° 58′ 49″ est |                | |             | Église Notre-Dame-de-l'Assomption de Perrex                             |
| Église Saint-Brice de Peyriat                                           | Peyriat                      |         | 46° 09′ 17″ nord, 5° 30′ 44″ est |                | |             | Église Saint-Brice de Peyriat                                           |
| Église Saint-Martin de Peyrieu                                          | Peyrieu                      |         | 45° 40′ 42″ nord, 5° 40′ 33″ est |                | |             | Église Saint-Martin de Peyrieu                                          |
| Église Saint-Martin de Peyzieux-sur-Saône                               | Peyzieux-sur-Saône           |         | 46° 07′ 36″ nord, 4° 48′ 59″ est |                | |             | Église Saint-Martin de Peyzieux-sur-Saône                               |
| Église Saints-Jacques-et-Philippe de Pirajoux                           | Pirajoux                     |         | 46° 22′ 15″ nord, 5° 17′ 56″ est |                | |             | Église Saints-Jacques-et-Philippe de Pirajoux                           |
| Église Saint-Corneille de Pizay                                         | Pizay                        |         | 45° 53′ 04″ nord, 5° 05′ 23″ est |                | |             | Église Saint-Corneille de Pizay                                         |
| Église de Plagne                                                        | Plagne                       |         | 46° 11′ 29″ nord, 5° 43′ 40″ est |                | |             | Image manquante Téléverser                                              |
| Église Saint-Étienne de Polliat                                         | Polliat                      |         | 46° 14′ 50″ nord, 5° 07′ 37″ est |                | |             | Église Saint-Étienne de Polliat                                         |
| Église Saint-Pierre-ès-Liens de Pollieu                                 | Pollieu                      |         | 45° 48′ 00″ nord, 5° 44′ 32″ est |                | |             | Église Saint-Pierre-ès-Liens de Pollieu                                 |
| Église Saint-Martin de Poncin                                           | Poncin                       |         | 46° 05′ 07″ nord, 5° 24′ 25″ est |                | |             | Église Saint-Martin de Poncin                                           |
| Église Notre-Dame-de-l'Assomption de Pont-d'Ain                         | Pont-d'Ain                   |         | 46° 03′ 12″ nord, 5° 20′ 47″ est |                | |             | Église Notre-Dame-de-l'Assomption de Pont-d'Ain                         |
| Église Notre-Dame-de-l'Assomption de Pont-de-Vaux                       | Pont-de-Vaux                 |         | 46° 25′ 49″ nord, 4° 56′ 19″ est |                | |             | Église Notre-Dame-de-l'Assomption de Pont-de-Vaux                       |
| Église Notre-Dame de Pont-de-Veyle                                      | Pont-de-Veyle                |         | 46° 15′ 49″ nord, 4° 53′ 21″ est | « PA01000028 » | Inscrit MH | 2008        | Église Notre-Dame de Pont-de-Veyle                                      |
| Ancienne église de Pont-de-Veyle                                        | Pont-de-Veyle                |         | 46° 15′ 49″ nord, 4° 53′ 24″ est |                | |             | Ancienne église de Pont-de-Veyle                                        |
| Église Sainte-Madeleine de Port                                         | Port                         |         | 46° 09′ 47″ nord, 5° 34′ 23″ est |                | |             | Église Sainte-Madeleine de Port                                         |
| Église Saint-Louis de Pougny                                            | Pougny                       |         | 46° 08′ 21″ nord, 5° 57′ 01″ est |                | |             | Église Saint-Louis de Pougny                                            |
| Église Sainte-Madeleine de Pouillat                                     | Pouillat                     |         | 46° 19′ 40″ nord, 5° 25′ 43″ est |                | |             | Église Sainte-Madeleine de Pouillat                                     |
| Église Saint-Pierre de Priay                                            | Priay                        |         | 46° 00′ 13″ nord, 5° 17′ 17″ est |                | |             | Église Saint-Pierre de Priay                                            |
| Église Notre-Dame-de-l'Assomption de Prémeyzel                          | Prémeyzel                    |         | 45° 41′ 02″ nord, 5° 38′ 56″ est |                | |             | Église Notre-Dame-de-l'Assomption de Prémeyzel                          |
| Église Sainte-Madeleine de Prémillieu                                   | Prémillieu                   |         | 45° 52′ 27″ nord, 5° 34′ 19″ est |                | |             | Église Sainte-Madeleine de Prémillieu                                   |
| Église de l'Assomption de Prévessin-Moëns                               | Prévessin-Moëns              |         | 46° 15′ 14″ nord, 6° 04′ 52″ est | « PA00116536 » | Inscrit MH | 1982        | Église de l'Assomption de Prévessin-Moëns                               |
| Église Saint-Georges de Pugieu                                          | Pugieu                       |         | 45° 49′ 14″ nord, 5° 38′ 55″ est |                | |             | Église Saint-Georges de Pugieu                                          |
| Église Saint-Antoine de Péron                                           | Péron                        |         | 46° 11′ 20″ nord, 5° 55′ 33″ est |                | |             | Église Saint-Antoine de Péron                                           |
| Église Saint-Eusèbe de Péronnas                                         | Péronnas                     |         | 46° 10′ 53″ nord, 5° 11′ 51″ est |                | |             | Église Saint-Eusèbe de Péronnas                                         |
| Église Sainte-Marie-Madeleine de Pérouges                               | Pérouges                     |         | 45° 54′ 13″ nord, 5° 10′ 42″ est | « PA00116454 » | Classé MH | 1912        | Église Sainte-Marie-Madeleine de Pérouges                               |
| Église Saint-Julien-sur-Roche de Ramasse                                | Ramasse                      |         | 46° 12′ 20″ nord, 5° 20′ 32″ est | « PA00116537 » | Classé MH | 1945        | Église Saint-Julien-sur-Roche de Ramasse                                |
| Église Saint-Maxime de Ramasse                                          | Ramasse                      |         | 46° 11′ 30″ nord, 5° 21′ 57″ est |                | |             | Église Saint-Maxime de Ramasse                                          |
| Église Saint-Pierre de Rancé                                            | Rancé                        |         | 45° 57′ 56″ nord, 4° 52′ 12″ est | « IA01000175 » | |             | Église Saint-Pierre de Rancé                                            |
| Église Saint-Cyr de Relevant                                            | Relevant                     |         | 46° 05′ 21″ nord, 4° 56′ 57″ est | « IA01000175 » | |             | Église Saint-Cyr de Relevant                                            |
| Église Saint-Martin de Replonges                                        | Replonges                    |         | 46° 18′ 34″ nord, 4° 53′ 12″ est |                | |             | Église Saint-Martin de Replonges                                        |
| Église Saint-Blaise de Revonnas                                         | Revonnas                     |         | 46° 09′ 46″ nord, 5° 19′ 47″ est |                | |             | Église Saint-Blaise de Revonnas                                         |
| Église Saint-Pierre-et-Saint-Paul de Reyrieux                           | Reyrieux                     |         | 45° 56′ 07″ nord, 4° 49′ 26″ est | « IA01000167 » | |             | Église Saint-Pierre-et-Saint-Paul de Reyrieux                           |
| Église Saint-Claude de Reyssouze                                        | Reyssouze                    |         | 46° 25′ 55″ nord, 4° 55′ 13″ est |                | |             | Église Saint-Claude de Reyssouze                                        |
| Église Saint-Paul de Rignieux-le-Franc                                  | Rignieux-le-Franc            |         | 45° 56′ 27″ nord, 5° 11′ 22″ est |                | |             | Église Saint-Paul de Rignieux-le-Franc                                  |
| Église Saint-Maurice de Romans                                          | Romans                       |         | 46° 07′ 09″ nord, 5° 01′ 22″ est |                | |             | Église Saint-Maurice de Romans                                          |
| Église Saint-Pierre de Rossillon                                        | Rossillon                    |         | 45° 49′ 55″ nord, 5° 35′ 45″ est | « PA00116540 » | Inscrit MH | 1939        | Église Saint-Pierre de Rossillon                                        |
| Église Saint-Didier de Ruffieu                                          | Ruffieu                      |         | 45° 59′ 41″ nord, 5° 39′ 50″ est |                | |             | Église Saint-Didier de Ruffieu                                          |
| Église Saint-Alban de Chamagnat                                         | Saint-Alban                  |         | 46° 06′ 16″ nord, 5° 26′ 53″ est |                | |             | Église Saint-Alban de Chamagnat                                         |
| Ancienne église Saint-Alban de Saint-Alban                              | Saint-Alban                  |         | 46° 05′ 24″ nord, 5° 28′ 04″ est |                | |             | Ancienne église Saint-Alban de Saint-Alban                              |
| Église Saint-André de Saint-André-d'Huiriat                             | Saint-André-d'Huiriat        |         | 46° 12′ 48″ nord, 4° 54′ 46″ est | « PA00116542 » | Inscrit MH | 1947        | Église Saint-André de Saint-André-d'Huiriat                             |
| Église Saint-André de Saint-André-de-Bâgé                               | Saint-André-de-Bâgé          |         | 46° 18′ 09″ nord, 4° 55′ 26″ est | « PA00116541 » | Classé MH | 1840        | Église Saint-André de Saint-André-de-Bâgé                               |
| Église Saint-André de Saint-André-de-Corcy                              | Saint-André-de-Corcy         |         | 45° 55′ 56″ nord, 4° 57′ 11″ est | « IA01000169 » | |             | Église Saint-André de Saint-André-de-Corcy                              |
| Église Saint-André de Saint-André-le-Bouchoux                           | Saint-André-le-Bouchoux      |         | 46° 07′ 00″ nord, 5° 04′ 47″ est | « PA00116543 » | Inscrit MH Porche | 1947        | Église Saint-André de Saint-André-le-Bouchoux                           |
| Église Saint-André de Saint-André-sur-Vieux-Jonc                        | Saint-André-sur-Vieux-Jonc   |         | 46° 09′ 23″ nord, 5° 08′ 46″ est |                | |             | Église Saint-André de Saint-André-sur-Vieux-Jonc                        |
| Église Saint-Benoît de Saint-Benoît (Ain)                               | Saint-Benoît                 |         | 45° 41′ 38″ nord, 5° 35′ 18″ est |                | |             | Église Saint-Benoît de Saint-Benoît (Ain)                               |
| Église Saint-Bernard de Saint-Bernard (Ain)                             | Saint-Bernard                |         | 45° 56′ 43″ nord, 4° 43′ 56″ est | « IA01000033 » | |             | Église Saint-Bernard de Saint-Bernard (Ain)                             |
| Église Saint-Baudille de Saint-Bois                                     | Saint-Bois                   |         | 45° 42′ 04″ nord, 5° 38′ 27″ est |                | |             | Église Saint-Baudille de Saint-Bois                                     |
| Église Saint-Bénigne de Saint-Bénigne                                   | Saint-Bénigne                |         | 46° 42′ 04″ nord, 4° 58′ 12″ est |                | |             | Église Saint-Bénigne de Saint-Bénigne                                   |
| Église Saint-Martin de Saint-Champ                                      | Saint-Champ                  |         | 45° 46′ 30″ nord, 5° 44′ 03″ est |                | |             | Église Saint-Martin de Saint-Champ                                      |
| Église Saint-Maurice de Chatonod                                        | Saint-Champ                  |         | 45° 47′ 21″ nord, 5° 43′ 34″ est |                | |             | Église Saint-Maurice de Chatonod                                        |
| Église Saint-Cyr de Saint-Cyr-sur-Menthon                               | Saint-Cyr-sur-Menthon        |         | 46° 16′ 26″ nord, 4° 58′ 21″ est |                | |             | Église Saint-Cyr de Saint-Cyr-sur-Menthon                               |
| Église Saint-Denis de Saint-Denis-en-Bugey                              | Saint-Denis-en-Bugey         |         | 45° 57′ 04″ nord, 5° 19′ 44″ est |                | |             | Église Saint-Denis de Saint-Denis-en-Bugey                              |
| Église Saint-Denis de Saint-Denis-lès-Bourg                             | Saint-Denis-lès-Bourg        |         | 46° 12′ 06″ nord, 5° 11′ 25″ est |                | |             | Église Saint-Denis de Saint-Denis-lès-Bourg                             |
| Église Saint-Didier de Saint-Didier-d'Aussiat                           | Saint-Didier-d'Aussiat       |         | 46° 18′ 24″ nord, 5° 03′ 37″ est |                | |             | Église Saint-Didier de Saint-Didier-d'Aussiat                           |
| Église Saint-Didier de Saint-Didier-de-Formans                          | Saint-Didier-de-Formans      |         | 45° 57′ 21″ nord, 4° 46′ 50″ est | « IA01000043 » | |             | Église Saint-Didier de Saint-Didier-de-Formans                          |
| Église Saint-Didier de Saint-Didier-sur-Chalaronne                      | Saint-Didier-sur-Chalaronne  |         | 46° 10′ 39″ nord, 4° 49′ 02″ est |                | |             | Église Saint-Didier de Saint-Didier-sur-Chalaronne                      |
| Église Saint-Pierre de Pouilly                                          | Saint-Genis-Pouilly          |         | 46° 15′ 19″ nord, 6° 02′ 13″ est |                | |             | Église Saint-Pierre de Pouilly                                          |
| Église Saint-Barthélemy de Saint-Genis-sur-Menthon                      | Saint-Genis-sur-Menthon      |         | 46° 16′ 55″ nord, 5° 00′ 33″ est |                | |             | Église Saint-Barthélemy de Saint-Genis-sur-Menthon                      |
| Église Saint-Georges de Saint-Georges-sur-Renon                         | Saint-Georges-sur-Renon      |         | 46° 06′ 22″ nord, 5° 01′ 59″ est |                | |             | Église Saint-Georges de Saint-Georges-sur-Renon                         |
| Église Saint-Nicolas de Saint-Germain-de-Joux                           | Saint-Germain-de-Joux        |         | 46° 10′ 41″ nord, 5° 44′ 18″ est |                | |             | Église Saint-Nicolas de Saint-Germain-de-Joux                           |
| Église Saint-Germain de Saint-Germain-les-Paroisses                     | Saint-Germain-les-Paroisses  |         | 45° 46′ 20″ nord, 5° 36′ 56″ est |                | |             | Église Saint-Germain de Saint-Germain-les-Paroisses                     |
| Église Saint-Germain de Saint-Germain-sur-Renon                         | Saint-Germain-sur-Renon      |         | 46° 04′ 53″ nord, 5° 03′ 26″ est | « PA00116552 » | Classé MH | 1945        | Église Saint-Germain de Saint-Germain-sur-Renon                         |
| Église Saint-Jean-Baptiste de Saint-Jean-de-Gonville                    | Saint-Jean-de-Gonville       |         | 46° 12′ 43″ nord, 5° 57′ 03″ est |                | |             | Église Saint-Jean-Baptiste de Saint-Jean-de-Gonville                    |
| Église Saint-Jean-Baptiste de Saint-Jean-de-Niost                       | Saint-Jean-de-Niost          |         | 45° 50′ 25″ nord, 5° 13′ 06″ est |                | |             | Église Saint-Jean-Baptiste de Saint-Jean-de-Niost                       |
| Église Saint-Christophe de Saint-Jean-de-Thurigneux                     | Saint-Jean-de-Thurigneux     |         | 45° 57′ 06″ nord, 4° 52′ 57″ est | « IA01000181 » | |             | Église Saint-Christophe de Saint-Jean-de-Thurigneux                     |
| Église Saint-Jean-Baptiste de Saint-Jean-le-Vieux                       | Saint-Jean-le-Vieux          |         | 46° 01′ 44″ nord, 5° 23′ 21″ est |                | |             | Église Saint-Jean-Baptiste de Saint-Jean-le-Vieux                       |
| Église Saint-Jean-Baptiste de Saint-Jean-sur-Reyssouze                  | Saint-Jean-sur-Reyssouze     |         | 46° 23′ 48″ nord, 5° 03′ 46″ est | « PA00116555 » | Inscrit MH | 1972        | Église Saint-Jean-Baptiste de Saint-Jean-sur-Reyssouze                  |
| Église Saint-Jean-Baptiste de Saint-Jean-sur-Veyle                      | Saint-Jean-sur-Veyle         |         | 46° 15′ 26″ nord, 4° 54′ 53″ est | « PA00116553 » | Inscrit MH | 1965        | Église Saint-Jean-Baptiste de Saint-Jean-sur-Veyle                      |
| Église Saint-Julien de Saint-Julien-sur-Reyssouze                       | Saint-Julien-sur-Reyssouze   |         | 46° 24′ 06″ nord, 5° 06′ 35″ est |                | |             | Église Saint-Julien de Saint-Julien-sur-Reyssouze                       |
| Église Saint-Julien de Saint-Julien-sur-Veyle                           | Saint-Julien-sur-Veyle       |         | 46° 12′ 10″ nord, 4° 57′ 13″ est | « PA00116557 » | Classé MH Portail et choeur                                                                                            | 1945        | Église Saint-Julien de Saint-Julien-sur-Veyle                           |
| Église Saint-Bernard de Saint-Just                                      | Saint-Just                   |         | 46° 11′ 23″ nord, 5° 16′ 44″ est |                | |             | Église Saint-Bernard de Saint-Just                                      |
| Église Saint-Laurent de Saint-Laurent-sur-Saône                         | Saint-Laurent-sur-Saône      |         | 46° 18′ 26″ nord, 4° 50′ 26″ est |                | |             | Église Saint-Laurent de Saint-Laurent-sur-Saône                         |
| Église Saint-Marcel de Saint-Marcel (Ain)                               | Saint-Marcel                 |         | 45° 56′ 55″ nord, 4° 59′ 10″ est |                | |             | Église Saint-Marcel de Saint-Marcel (Ain)                               |
| Église Saint-Martin de Saint-Martin-de-Bavel                            | Saint-Martin-de-Bavel        |         | 45° 51′ 02″ nord, 5° 40′ 38″ est |                | |             | Église Saint-Martin de Saint-Martin-de-Bavel                            |
| Église Saint-Martin de Saint-Martin-du-Frêne                            | Saint-Martin-du-Frêne        |         | 46° 08′ 25″ nord, 5° 33′ 11″ est |                | |             | Église Saint-Martin de Saint-Martin-du-Frêne                            |
| Église Saint-Laurent de Saint-Martin-du-Mont                            | Saint-Martin-du-Mont         |         | 46° 06′ 10″ nord, 5° 19′ 43″ est |                | |             | Église Saint-Laurent de Saint-Martin-du-Mont                            |
| Église Saint-Martin de Saint-Martin-le-Châtel                           | Saint-Martin-le-Châtel       |         | 46° 16′ 54″ nord, 5° 06′ 59″ est |                | |             | Église Saint-Martin de Saint-Martin-le-Châtel                           |
| Église Saint-Maurice de Saint-Maurice-de-Beynost                        | Saint-Maurice-de-Beynost     |         | 45° 50′ 08″ nord, 4° 58′ 33″ est |                | |             | Église Saint-Maurice de Saint-Maurice-de-Beynost                        |
| Église Notre-Dame de Saint-Maurice-de-Beynost                           | Saint-Maurice-de-Beynost     |         | 45° 49′ 43″ nord, 4° 58′ 42″ est |                | |             | Église Notre-Dame de Saint-Maurice-de-Beynost                           |
| Église Saint-Maurice de Saint-Maurice-de-Gourdans                       | Saint-Maurice-de-Gourdans    |         | 45° 49′ 17″ nord, 5° 11′ 45″ est | « PA00116559 » | Classé MH | 1909        | Église Saint-Maurice de Saint-Maurice-de-Gourdans                       |
| Église Saint-Maurice de Pollet                                          | Saint-Maurice-de-Gourdans    |         | 45° 49′ 02″ nord, 5° 09′ 21″ est |                | |             | Église Saint-Maurice de Pollet                                          |
| Église Saint-Maurice de Saint-Maurice-de-Rémens                         | Saint-Maurice-de-Rémens      |         | 45° 57′ 30″ nord, 5° 16′ 39″ est |                | |             | Église Saint-Maurice de Saint-Maurice-de-Rémens                         |
| Église Saint-Antoine de Saint-Nizier-le-Bouchoux                        | Saint-Nizier-le-Bouchoux     |         | 46° 27′ 37″ nord, 5° 09′ 04″ est |                | |             | Église Saint-Antoine de Saint-Nizier-le-Bouchoux                        |
| Église Saint-Nizier de Saint-Nizier-le-Désert                           | Saint-Nizier-le-Désert       |         | 46° 03′ 19″ nord, 5° 08′ 55″ est | « PA00116561 » | Inscrit MH Choeur ; abside                                                                                             | 1926        | Église Saint-Nizier de Saint-Nizier-le-Désert                           |
| Église Saint-Paul de Saint-Paul-de-Varax                                | Saint-Paul-de-Varax          |         | 46° 05′ 59″ nord, 5° 07′ 47″ est | « PA00116563 » | Classé MH Eglise, à l'exclusion du clocher                                                                             | 1908        | Église Saint-Paul de Saint-Paul-de-Varax                                |
| Église de l'Assomption de Blanaz                                        | Saint-Rambert-en-Bugey       |         | 45° 55′ 33″ nord, 5° 26′ 45″ est |                | |             | Église de l'Assomption de Blanaz                                        |
| Église Saint-Rambert de Saint-Rambert-en-Bugey                          | Saint-Rambert-en-Bugey       |         | 45° 56′ 53″ nord, 5° 26′ 13″ est |                | |             | Église Saint-Rambert de Saint-Rambert-en-Bugey                          |
| Église Saint-Rémy de Saint-Rémy                                         | Saint-Rémy                   |         | 46° 11′ 19″ nord, 5° 10′ 05″ est | « PA00116565 » | Inscrit MH Choeur ; abside ; porte principale                                                                          | 1926        | Église Saint-Rémy de Saint-Rémy                                         |
| Église Sainte-Marie-Madeleine de Saint-Sorlin-en-Bugey                  | Saint-Sorlin-en-Bugey        |         | 45° 53′ 00″ nord, 5° 22′ 27″ est | « PA00116566 » | Inscrit MH Tour du clocher ; croisée du transept                                                                       | 1938        | Église Sainte-Marie-Madeleine de Saint-Sorlin-en-Bugey                  |
| Église Saint-Antoine de Saint-Sulpice                                   | Saint-Sulpice                |         | 46° 19′ 15″ nord, 5° 02′ 29″ est |                | |             | Église Saint-Antoine de Saint-Sulpice                                   |
| Église Saint-Trivier de Saint-Trivier-de-Courtes                        | Saint-Trivier-de-Courtes     |         | 46° 27′ 33″ nord, 5° 04′ 58″ est | « PA00116570 » | Inscrit MH | 1982        | Église Saint-Trivier de Saint-Trivier-de-Courtes                        |
| Église Saints-Denis-et-Trivier de Saint-Trivier-sur-Moignans            | Saint-Trivier-sur-Moignans   |         | 46° 04′ 19″ nord, 4° 53′ 53″ est |                | |             | Église Saints-Denis-et-Trivier de Saint-Trivier-sur-Moignans            |
| Église Saint-Vulbas de Saint-Vulbas                                     | Saint-Vulbas                 |         | 45° 50′ 04″ nord, 5° 17′ 30″ est |                | |             | Église Saint-Vulbas de Saint-Vulbas                                     |
| Église Sainte-Eulalie de Saint-Éloi                                     | Saint-Éloi                   |         | 45° 55′ 59″ nord, 5° 09′ 13″ est |                | |             | Église Sainte-Eulalie de Saint-Éloi                                     |
| Église Saint-Étienne de Saint-Étienne-du-Bois                           | Saint-Étienne-du-Bois        |         | 46° 17′ 14″ nord, 5° 17′ 35″ est |                | |             | Église Saint-Étienne de Saint-Étienne-du-Bois                           |
| Église Saint-Étienne de Saint-Étienne-sur-Chalaronne                    | Saint-Étienne-sur-Chalaronne |         | 46° 08′ 52″ nord, 4° 51′ 56″ est |                | |             | Église Saint-Étienne de Saint-Étienne-sur-Chalaronne                    |
| Église Saint-Étienne de Saint-Étienne-sur-Reyssouze                     | Saint-Étienne-sur-Reyssouze  |         | 46° 24′ 54″ nord, 4° 59′ 57″ est |                | |             | Église Saint-Étienne de Saint-Étienne-sur-Reyssouze                     |
| Église Saint-Donat de Sainte-Croix                                      | Sainte-Croix                 |         | 45° 53′ 37″ nord, 5° 03′ 11″ est |                | |             | Église Saint-Donat de Sainte-Croix                                      |
| Église Sainte-Euphémie de Sainte-Euphémie                               | Sainte-Euphémie              |         | 45° 58′ 22″ nord, 4° 47′ 47″ est | « PA01000034 » | Inscrit MH | 2012        | Église Sainte-Euphémie de Sainte-Euphémie                               |
| Ancienne Église Sainte-Euphémie de Sainte-Euphémie (Ain)                | Sainte-Euphémie              |         | 45° 58′ 22″ nord, 4° 47′ 45″ est | « IA01000164 » | |             | Image manquante Téléverser                                              |
| Église Sainte-Julitte de Sainte-Julie                                   | Sainte-Julie                 |         | 45° 53′ 25″ nord, 5° 16′ 39″ est |                | |             | Église Sainte-Julitte de Sainte-Julie                                   |
| Église Saint-Allyre de Sainte-Olive                                     | Sainte-Olive                 |         | 46° 01′ 06″ nord, 4° 55′ 58″ est |                | |             | Église Saint-Allyre de Sainte-Olive                                     |
| Église Saint-Antoine de Salavre                                         | Salavre                      |         | 46° 21′ 50″ nord, 5° 20′ 52″ est |                | |             | Église Saint-Antoine de Salavre                                         |
| Église Saint-Barthélemy de Samognat                                     | Samognat                     |         | 46° 15′ 27″ nord, 5° 34′ 34″ est |                | |             | Église Saint-Barthélemy de Samognat                                     |
| Église Saint-Priest de Sandrans                                         | Sandrans                     |         | 46° 03′ 49″ nord, 4° 58′ 50″ est | « PA00116576 » | Inscrit MH Abside | 1926        | Église Saint-Priest de Sandrans                                         |
| Église de l'Annonciation de Sault                                       | Sault-Brénaz                 |         | 45° 51′ 23″ nord, 5° 24′ 25″ est |                | |             | Église de l'Annonciation de Sault                                       |
| Église Saint-Maurice de Sauverny                                        | Sauverny                     |         | 46° 18′ 56″ nord, 6° 06′ 55″ est |                | |             | Église Saint-Maurice de Sauverny                                        |
| Église Saint-Laurent de Savigneux                                       | Savigneux                    |         | 46° 00′ 03″ nord, 4° 50′ 49″ est |                | |             | Église Saint-Laurent de Savigneux                                       |
| Église Saint-Pierre de Seillonnaz                                       | Seillonnaz                   |         | 45° 48′ 24″ nord, 5° 29′ 23″ est |                | |             | Église Saint-Pierre de Seillonnaz                                       |
| Église Saint-Nicolas de Sergy                                           | Sergy                        |         | 46° 15′ 09″ nord, 5° 59′ 57″ est |                | |             | Église Saint-Nicolas de Sergy                                           |
| Église Saints-Pierre-et-Paul de Sermoyer                                | Sermoyer                     |         | 46° 29′ 50″ nord, 4° 58′ 47″ est |                | |             | Église Saints-Pierre-et-Paul de Sermoyer                                |
| Église Saint-Pierre de Serrières-de-Briord                              | Serrières-de-Briord          |         | 45° 48′ 25″ nord, 5° 27′ 13″ est |                | |             | Église Saint-Pierre de Serrières-de-Briord                              |
| Église Saint-Maurice de Serrières-sur-Ain                               | Serrières-sur-Ain            |         | 46° 09′ 06″ nord, 5° 27′ 07″ est |                | |             | Église Saint-Maurice de Serrières-sur-Ain                               |
| Église Saint-Georges de Servas                                          | Servas                       |         | 46° 07′ 57″ nord, 5° 09′ 54″ est |                | |             | Église Saint-Georges de Servas                                          |
| Église Saint-Barthélemy de Servignat                                    | Servignat                    |         | 46° 26′ 02″ nord, 5° 04′ 11″ est |                | |             | Église Saint-Barthélemy de Servignat                                    |
| Église Saint-François-de-Sales de Seyssel                               | Seyssel                      |         | 45° 57′ 26″ nord, 5° 49′ 52″ est |                | |             | Église Saint-François-de-Sales de Seyssel                               |
| Église Saint-Antoine de Simandre-sur-Suran                              | Simandre-sur-Suran           |         | 46° 13′ 34″ nord, 5° 25′ 03″ est |                | |             | Église Saint-Antoine de Simandre-sur-Suran                              |
| Église de la chartreuse de Sélignac                                     | Simandre-sur-Suran           |         | 46° 14′ 53″ nord, 5° 27′ 15″ est |                | |             | Église de la chartreuse de Sélignac                                     |
| Église Saint-Martin de Songieu                                          | Songieu                      |         | 45° 58′ 26″ nord, 5° 42′ 12″ est |                | |             | Église Saint-Martin de Songieu                                          |
| Église Saint-Laurent de Sonthonnax-la-Montagne                          | Sonthonnax-la-Montagne       |         | 46° 14′ 01″ nord, 5° 31′ 29″ est |                | |             | Église Saint-Laurent de Sonthonnax-la-Montagne                          |
| Église Saint-Martin de Napt                                             | Sonthonnax-la-Montagne       |         | 46° 12′ 24″ nord, 5° 29′ 48″ est |                | |             | Église Saint-Martin de Napt                                             |
| Église Saint-Cyr de Souclin                                             | Souclin                      |         | 45° 52′ 36″ nord, 5° 25′ 01″ est |                | |             | Église Saint-Cyr de Souclin                                             |
| Église de la Nativité-de-la-Vierge de Sulignat                          | Sulignat                     |         | 46° 10′ 37″ nord, 4° 57′ 50″ est |                | |             | Église de la Nativité-de-la-Vierge de Sulignat                          |
| Église Saint-Pierre de Surjoux                                          | Surjoux                      |         | 46° 01′ 25″ nord, 5° 48′ 11″ est |                | |             | Église Saint-Pierre de Surjoux                                          |
| Église Saint-Laurent de Sutrieu                                         | Sutrieu                      |         | 45° 57′ 03″ nord, 5° 39′ 34″ est |                | |             | Église Saint-Laurent de Sutrieu                                         |
| Église Saint-André de Fitignieu                                         | Sutrieu                      |         | 45° 55′ 40″ nord, 5° 39′ 54″ est |                | |             | Église Saint-André de Fitignieu                                         |
| Église Saint-Oyen de Charancin                                          | Sutrieu                      |         | 45° 55′ 37″ nord, 5° 38′ 25″ est |                | |             | Église Saint-Oyen de Charancin                                          |
| Église Notre-Dame de la Route Blanche de Ségny                          | Ségny                        |         | 46° 17′ 56″ nord, 6° 04′ 16″ est | ACR0000008     | |             | Église Notre-Dame de la Route Blanche de Ségny                          |
| Église Saint-Christophe de Talissieu                                    | Talissieu                    |         | 45° 51′ 57″ nord, 5° 43′ 27″ est |                | |             | Église Saint-Christophe de Talissieu                                    |
| Église Saint-André de Tenay                                             | Tenay                        |         | 45° 55′ 10″ nord, 5° 30′ 32″ est |                | |             | Église Saint-André de Tenay                                             |
| Église Saint-Florent de Thil                                            | Thil                         |         | 45° 48′ 53″ nord, 5° 01′ 18″ est |                | |             | Église Saint-Florent de Thil                                            |
| Église Saint-Maurice de Thoiry                                          | Thoiry                       |         | 46° 14′ 06″ nord, 5° 58′ 48″ est |                | |             | Église Saint-Maurice de Thoiry                                          |
| Église Sainte-Madeleine de Thoissey                                     | Thoissey                     |         | 46° 10′ 22″ nord, 4° 48′ 02″ est |                | |             | Église Sainte-Madeleine de Thoissey                                     |
| Église Notre-Dame-de-l'Assomption de Thézillieu                         | Thézillieu                   |         | 45° 53′ 37″ nord, 5° 35′ 49″ est |                | |             | Église Notre-Dame-de-l'Assomption de Thézillieu                         |
| Église Saint-Blaise de Torcieu                                          | Torcieu                      |         | 45° 55′ 18″ nord, 5° 23′ 42″ est |                | |             | Église Saint-Blaise de Torcieu                                          |
| Église Saint-Marcel de Tossiat                                          | Tossiat                      |         | 46° 08′ 29″ nord, 5° 18′ 58″ est |                | |             | Église Saint-Marcel de Tossiat                                          |
| Église Saint-Bonnet de Toussieux                                        | Toussieux                    |         | 45° 57′ 37″ nord, 4° 49′ 26″ est | « IA01000161 » | |             | Église Saint-Bonnet de Toussieux                                        |
| Église Notre-Dame de Tramoyes                                           | Tramoyes                     |         | 45° 52′ 40″ nord, 4° 58′ 08″ est |                | |             | Église Notre-Dame de Tramoyes                                           |
| Église Notre-Dame-de l'Assomption de Treffort                           | Treffort-Cuisiat             |         | 46° 16′ 23″ nord, 5° 22′ 17″ est |                | |             | Église Notre-Dame-de l'Assomption de Treffort                           |
| Église Saint-Symphorien de Trévoux                                      | Trévoux                      |         | 45° 56′ 25″ nord, 4° 46′ 33″ est | « IA01000054 » | |             | Église Saint-Symphorien de Trévoux                                      |
| Collégiale de Chanoines Saint-Symphorien                                | Trévoux                      |         | 45° 56′ 25″ nord, 4° 46′ 33″ est | « IA01000055 » | |             | Image manquante Téléverser                                              |
| Église Saint-Laurent de Pressiat                                        | Val-Revermont                |         | 46° 19′ 24″ nord, 5° 23′ 06″ est | « PA01000029 » | Inscrit MH | 2008        | Église Saint-Laurent de Pressiat                                        |
| Église Saints-Pierre-et-Clair de Vandeins                               | Vandeins                     |         | 46° 13′ 03″ nord, 5° 04′ 46″ est |                | |             | Église Saints-Pierre-et-Clair de Vandeins                               |
| Église Sainte-Madeleine de Varambon                                     | Varambon                     |         | 46° 02′ 28″ nord, 5° 18′ 58″ est | « PA01000035 » | Inscrit MH | 2012        | Église Sainte-Madeleine de Varambon                                     |
| Église Saint-Martin de Vaux-en-Bugey                                    | Vaux-en-Bugey                |         | 45° 55′ 42″ nord, 5° 21′ 20″ est |                | |             | Église Saint-Martin de Vaux-en-Bugey                                    |
| Église Saint-Hippolyte de Verjon                                        | Verjon                       |         | 46° 20′ 48″ nord, 5° 21′ 00″ est | « PA00116588 » | Inscrit MH | 1980        | Église Saint-Hippolyte de Verjon                                        |
| Église Saint-Pierre-Saint-Paul de Versailleux                           | Versailleux                  |         | 45° 58′ 48″ nord, 5° 06′ 19″ est | « PA00116591 » | Inscrit MH Choeur ; chapelle Nord                                                                                      | 1927        | Église Saint-Pierre-Saint-Paul de Versailleux                           |
| Église Saint-Martin de Versonnex                                        | Versonnex                    |         | 46° 18′ 13″ nord, 6° 05′ 52″ est |                | |             | Église Saint-Martin de Versonnex                                        |
| Église Saint-Christophe de Vesancy                                      | Vesancy                      |         | 46° 20′ 51″ nord, 6° 05′ 19″ est |                | |             | Église Saint-Christophe de Vesancy                                      |
| Église Notre-Dame-de-l'Assomption de Vescours                           | Vescours                     |         | 46° 28′ 22″ nord, 5° 01′ 32″ est |                | |             | Église Notre-Dame-de-l'Assomption de Vescours                           |
| Église Notre-Dame-de-l'Assomption de Vieu                               | Vieu                         |         | 45° 53′ 52″ nord, 5° 40′ 58″ est |                | |             | Église Notre-Dame-de-l'Assomption de Vieu                               |
| Église Saint-Jean-Baptiste de Vieu-d'Izenave                            | Vieu-d'Izenave               |         | 46° 04′ 49″ nord, 5° 31′ 47″ est |                | |             | Église Saint-Jean-Baptiste de Vieu-d'Izenave                            |
| Église de la Nativité-de-la-Sainte-Vierge de Villars-les-Dombes         | Villars-les-Dombes           |         | 46° 00′ 05″ nord, 5° 01′ 50″ est | « PA00116594 » | Inscrit MH | 1927        | Église de la Nativité-de-la-Sainte-Vierge de Villars-les-Dombes         |
| Église Saint-Martin de Villebois                                        | Villebois                    |         | 45° 50′ 56″ nord, 5° 26′ 04″ est |                | |             | Église Saint-Martin de Villebois                                        |
| Église Saint-Léger de Villemotier                                       | Villemotier                  |         | 46° 20′ 45″ nord, 5° 19′ 13″ est |                | |             | Église Saint-Léger de Villemotier                                       |
| Église Sainte-Madeleine de Villeneuve                                   | Villeneuve                   |         | 46° 01′ 17″ nord, 4° 50′ 14″ est |                | |             | Église Sainte-Madeleine de Villeneuve                                   |
| Église Saint-Laurent de Villereversure                                  | Villereversure               |         | 46° 11′ 07″ nord, 5° 22′ 57″ est |                | |             | Église Saint-Laurent de Villereversure                                  |
| Église Saint-Nicolas de Villes                                          | Villes                       |         | 46° 05′ 21″ nord, 5° 47′ 08″ est |                | |             | Église Saint-Nicolas de Villes                                          |
| Église Saint-Martin de Villette-sur-Ain                                 | Villette-sur-Ain             |         | 45° 59′ 19″ nord, 5° 16′ 11″ est | « PA00116618 » | Inscrit MH | 1992        | Église Saint-Martin de Villette-sur-Ain                                 |
| Église Saint-Laurent de Mollon                                          | Villieu-Loyes-Mollon         |         | 45° 56′ 40″ nord, 5° 14′ 43″ est |                | |             | Église Saint-Laurent de Mollon                                          |
| Église Saint-Pierre de Villieu                                          | Villieu-Loyes-Mollon         |         | 45° 55′ 20″ nord, 5° 13′ 18″ est |                | |             | Église Saint-Pierre de Villieu                                          |
| Église Sainte-Madeleine de Loyes                                        | Villieu-Loyes-Mollon         |         | 45° 55′ 41″ nord, 5° 13′ 50″ est |                | |             | Église Sainte-Madeleine de Loyes                                        |
| Église Saint-Pierre de Viriat                                           | Viriat                       |         | 46° 15′ 15″ nord, 5° 12′ 58″ est |                | |             | Église Saint-Pierre de Viriat                                           |
| Église Saint-Romain de Virieu-le-Grand                                  | Virieu-le-Grand              |         | 45° 50′ 58″ nord, 5° 39′ 02″ est |                | |             | Église Saint-Romain de Virieu-le-Grand                                  |
| Église Saint-Pierre de Virieu-le-Petit                                  | Virieu-le-Petit              |         | 45° 54′ 31″ nord, 5° 43′ 29″ est |                | |             | Église Saint-Pierre de Virieu-le-Petit                                  |
| Église Saint-Blaise de Virignin                                         | Virignin                     |         | 45° 42′ 55″ nord, 5° 42′ 45″ est |                | |             | Église Saint-Blaise de Virignin                                         |
| Église Saint-Oyen de Vongnes                                            | Vongnes                      |         | 45° 48′ 45″ nord, 5° 43′ 29″ est | « PA00116601 » | Inscrit MH | 1976        | Église Saint-Oyen de Vongnes                                            |
| Église Saint-Martin de Vonnas                                           | Vonnas                       |         | 46° 13′ 09″ nord, 4° 59′ 35″ est |                | |             | Église Saint-Martin de Vonnas                                           |
| Centre Saint-Martin de Vonnas                                           | Vonnas                       |         | 46° 13′ 09″ nord, 4° 59′ 29″ est |                | |             | Centre Saint-Martin de Vonnas                                           |
| Église Saint-Joseph de Vésines                                          | Vésines                      |         | 46° 21′ 35″ nord, 4° 52′ 04″ est |                | |             | Église Saint-Joseph de Vésines                                          |
| Église Saint-Maurice d'Échallon                                         | Échallon                     |         | 46° 12′ 52″ nord, 5° 44′ 18″ est |                | |             | Église Saint-Maurice d'Échallon                                         |
| Église Saint-Martin d'Étrez                                             | Étrez                        |         | 46° 20′ 05″ nord, 5° 11′ 11″ est |                | |             | Église Saint-Martin d'Étrez                                             |
| Église Saint-Martin d'Évosges                                           | Évosges                      |         | 45° 57′ 32″ nord, 5° 29′ 45″ est |                | |             | Église Saint-Martin d'Évosges                                           |

## Culteprotestant
| Église                               | Commune         | Adresse | Coordonnées                      | Notice | Protection | Date | Illustration                         |
| ------------------------------------ | --------------- | ------- | -------------------------------- | ------ | ---------- | ---- | ------------------------------------ |
| Temple protestant de Bourg-en-Bresse | Bourg-en-Bresse |         | 46° 11′ 53″ nord, 5° 14′ 11″ est |        |            |      | Temple protestant de Bourg-en-Bresse |